# Morti nel 1978
| Questa pagina contiene informazioni ricavate automaticamente dalle voci biografiche con l'ausilio del template Bio e di un bot. L'aggiornamento è periodico e automatico e ricostruisce completamente la pagina. Se manca una persona in questa lista, sei pregato di non aggiungerla, ma accertati piuttosto che la sua voce biografica contenga il template Bio e che i dati anagrafici siano correttamente compilati. Se il template Bio manca, inseriscilo tu stesso o, in alternativa, metti l'avviso {{tmp\|Bio}} che ne segnala la mancanza. Se i dati riportati sono sbagliati, correggi direttamente la voce biografica; le modifiche saranno visibili in questa lista entro pochi giorni. Per chiarimenti vedi il progetto biografie. La lista contiene solo le 1.236 persone che sono citate nell'enciclopedia e per le quali è stato implementato correttamente il template Bio. Pagina aggiornata al 18 ago 2025. |

## Gennaio(99)
- 1º gennaio - Max Ascoli, politologo italiano (n. 1898)
- 1º gennaio - Giorgio Dardanelli, ingegnere italiano (n. 1909)
- 1º gennaio - Jimmy Gibson, calciatore scozzese (n. 1901)
- 1º gennaio - S. Poniman, cantante e attore indonesiano (n. 1910)
- 3 gennaio - Carlo Baccari, poeta, scrittore e giornalista italiano (n. 1878)
- 3 gennaio - Alfred Braun, attore e regista tedesco (n. 1888)
- 3 gennaio - Bruno Midali, calciatore e allenatore di calcio italiano (n. 1903)
- 3 gennaio - Johnnie Mullens, cavaliere e attore statunitense (n. 1884)
- 4 gennaio - Billy Gray, attore statunitense (n. 1904)
- 4 gennaio - Ubert Piacco, scultore e pittore italiano (n. 1912)
- 4 gennaio - Vittorio Giovanni Rossi, giornalista e scrittore italiano (n. 1898)
- 4 gennaio - Tono, umorista, disegnatore e sceneggiatore spagnolo (n. 1896)
- 4 gennaio - Peter Wilhousky, compositore, direttore d'orchestra e educatore statunitense (n. 1902)
- 5 gennaio - Hans Blume, calciatore olandese (n. 1887)
- 5 gennaio - Sally Eilers, attrice statunitense (n. 1908)
- 5 gennaio - Cesare Frugoni, medico italiano (n. 1881)
- 6 gennaio - Burt Munro, pilota motociclistico neozelandese (n. 1899)
- 6 gennaio - Giuseppe Tinaglia, calciatore italiano (n. 1912)
- 7 gennaio - Villen Abramovič Azarov, regista sovietico (n. 1924)
- 7 gennaio - Hana Meličková, attrice slovacca (n. 1900)
- 7 gennaio - Art Prud'Homme, pugile canadese (n. 1898)
- 8 gennaio - André François-Poncet, ambasciatore e politico francese (n. 1887)
- 8 gennaio - Miguel Benancio Sánchez, atleta argentino (n. 1952)
- 9 gennaio - Noble Johnson, attore statunitense (n. 1881)
- 9 gennaio - William Parry Murphy, medico statunitense (n. 1892)
- 9 gennaio - Paul Stovall, cestista statunitense (n. 1948)
- 10 gennaio - Don Gillis, compositore, direttore d'orchestra e insegnante statunitense (n. 1912)
- 10 gennaio - Gluck, pittrice britannica (n. 1895)
- 10 gennaio - Tiziano Longo, regista e sceneggiatore italiano (n. 1924)
- 10 gennaio - Rubén Morán, calciatore uruguaiano (n. 1930)
- 11 gennaio - Michael Bates, attore britannico (n. 1920)
- 11 gennaio - Tony Conroy, hockeista su ghiaccio statunitense (n. 1895)
- 12 gennaio - Michele Camposarcuno, avvocato e politico italiano (n. 1892)
- 12 gennaio - Robert Harbin, illusionista e scrittore britannico (n. 1908)
- 12 gennaio - Déodat Roché, storico e esoterista francese (n. 1877)
- 12 gennaio - Arthur Sheekman, giornalista, sceneggiatore e commediografo statunitense (n. 1901)
- 13 gennaio - Benedetto Benedetti, calciatore italiano (n. 1907)
- 13 gennaio - Germain Derycke, ciclista su strada belga (n. 1929)
- 13 gennaio - Hubert Humphrey, politico statunitense (n. 1911)
- 13 gennaio - Joe McCarthy, allenatore di baseball statunitense (n. 1887)
- 13 gennaio - Severino Menardi, sciatore italiano (n. 1910)
- 14 gennaio - Harold Abrahams, velocista, lunghista e giornalista britannico (n. 1899)
- 14 gennaio - Kurt Gödel, logico, matematico e filosofo austriaco (n. 1906)
- 14 gennaio - Robert Heger, direttore d'orchestra e compositore tedesco (n. 1886)
- 14 gennaio - Blossom Rock, attrice statunitense (n. 1895)
- 15 gennaio - Giulio De Benedetti, giornalista italiano (n. 1890)
- 16 gennaio - Aldo Damo, partigiano e politico italiano (n. 1906)
- 16 gennaio - Jean Gounot, ginnasta francese (n. 1894)
- 16 gennaio - Fuad Safar, archeologo iracheno (n. 1911)
- 17 gennaio - Nino Giannini, regista e sceneggiatore italiano (n. 1894)
- 18 gennaio - Carl Betz, attore statunitense (n. 1921)
- 18 gennaio - Michele Carnino, ammiraglio italiano (n. 1900)
- 18 gennaio - John Lyng, politico norvegese (n. 1903)
- 18 gennaio - Junius Matthews, attore e doppiatore statunitense (n. 1890)
- 18 gennaio - Raisa Ol'kenickaja, scrittrice, poetessa e traduttrice russa (n. 1886)
- 20 gennaio - Teodoro Ciresola, latinista e poeta italiano (n. 1899)
- 20 gennaio - Fausto Dionisi, poliziotto italiano (n. 1954)
- 20 gennaio - Agostino La Lomia, scrittore italiano (n. 1905)
- 20 gennaio - Jimmy Wardhaugh, calciatore scozzese (n. 1929)
- 21 gennaio - Sergio Venzo, geologo e paleontologo italiano (n. 1908)
- 22 gennaio - Stepan Chmil', vescovo cattolico ucraino (n. 1914)
- 22 gennaio - Léon-Gontran Damas, scrittore, poeta e politico francese (n. 1912)
- 22 gennaio - Oliver Leese, generale britannico (n. 1894)
- 22 gennaio - Austin Trevor, attore britannico (n. 1897)
- 22 gennaio - Paolo Violi, mafioso italiano (n. 1931)
- 23 gennaio - Terry Kath, cantautore e chitarrista statunitense (n. 1946)
- 23 gennaio - Carmen Mondragón, pittrice, poetessa e modella messicana (n. 1893)
- 23 gennaio - Jack Oakie, attore statunitense (n. 1903)
- 23 gennaio - Renato Scorticati, ciclista su strada italiano (n. 1908)
- 23 gennaio - Kelly Thordsen, attore statunitense (n. 1917)
- 24 gennaio - William Barclay, presbitero, teologo e biblista britannico (n. 1907)
- 24 gennaio - Maurizio Barendson, giornalista e conduttore televisivo italiano (n. 1923)
- 24 gennaio - Enzo Caselli, calciatore italiano (n. 1909)
- 24 gennaio - Herta Oberheuser, medico tedesco (n. 1911)
- 24 gennaio - Georges Speicher, ciclista su strada francese (n. 1907)
- 25 gennaio - Edmondo Malan, chirurgo italiano (n. 1910)
- 25 gennaio - Mirtemir, poeta e traduttore uzbeko (n. 1910)
- 26 gennaio - Gabriel Audisio, scrittore e poeta francese (n. 1900)
- 26 gennaio - Leo Genn, attore britannico (n. 1905)
- 26 gennaio - Francesco Mimbelli, ammiraglio italiano (n. 1903)
- 27 gennaio - Sid Castle, allenatore di calcio e calciatore inglese (n. 1892)
- 27 gennaio - Emil Hauser, violinista e docente ungherese (n. 1893)
- 27 gennaio - Oskar Homolka, attore austriaco (n. 1898)
- 28 gennaio - Mario De Negri, velocista e ostacolista italiano (n. 1901)
- 28 gennaio - Antero González, calciatore spagnolo (n. 1901)
- 28 gennaio - Arnold Hauser, storico dell'arte ungherese (n. 1892)
- 28 gennaio - Greta Johansson, tuffatrice e nuotatrice svedese (n. 1895)
- 28 gennaio - Jerzy Kuryłowicz, linguista polacco (n. 1895)
- 28 gennaio - Piero Postini, lottatore italiano (n. 1904)
- 28 gennaio - Archie Robertson, calciatore scozzese (n. 1929)
- 29 gennaio - Anatolij Emel'janovič Golubov, generale e aviatore sovietico (n. 1908)
- 29 gennaio - Tim McCoy, generale e attore statunitense (n. 1891)
- 29 gennaio - Ward Moore, scrittore di fantascienza statunitense (n. 1903)
- 30 gennaio - Damia, cantante e attrice francese (n. 1889)
- 30 gennaio - Ray Famechon, pugile francese (n. 1924)
- 30 gennaio - Miguel Itzigsohn, astronomo argentino (n. 1908)
- 30 gennaio - Mario Marega, missionario italiano (n. 1902)
- 30 gennaio - Ermanno Vallazza, ciclista su strada italiano (n. 1899)
- 31 gennaio - Domenico Bernasconi, pugile italiano (n. 1902)

## Febbraio(80)
- 1º febbraio - Jorge Cafrune, cantante argentino (n. 1937)
- 1º febbraio - Lazar' Samojlovič Frenkel', regista cinematografico sovietico (n. 1904)
- 2 febbraio - Karl Altenburger, ciclista su strada tedesco (n. 1909)
- 2 febbraio - Wendy Barrie, attrice britannica (n. 1912)
- 2 febbraio - Natale Gorini, politico italiano (n. 1895)
- 2 febbraio - William Holmes, montatore statunitense (n. 1904)
- 2 febbraio - Gotfred Johansen, pugile danese (n. 1895)
- 2 febbraio - Maurice Tillieux, fumettista belga (n. 1921)
- 3 febbraio - Remo Cantoni, filosofo italiano (n. 1914)
- 3 febbraio - Sławomir Złotek-Złotkiewicz, cestista polacco (n. 1930)
- 4 febbraio - Roger Rolhion, calciatore e allenatore di calcio francese (n. 1909)
- 4 febbraio - Olle Åkerlund, velista svedese (n. 1911)
- 6 febbraio - Armando de Almeida, calciatore brasiliano (n. 1893)
- 6 febbraio - Erasmo Iacovone, calciatore italiano (n. 1952)
- 7 febbraio - Raffaello Brignetti, scrittore italiano (n. 1921)
- 7 febbraio - Dimitrie Cuclin, compositore, insegnante e scrittore rumeno (n. 1885)
- 7 febbraio - Henri Pavillard, calciatore francese (n. 1905)
- 7 febbraio - Francisco Simón Calvet, calciatore spagnolo (n. 1917)
- 8 febbraio - Julio Jaramillo, cantante ecuadoriano (n. 1935)
- 9 febbraio - Costante Girardengo, ciclista su strada e pistard italiano (n. 1893)
- 9 febbraio - Herbert Kappler, militare, criminale di guerra e poliziotto tedesco (n. 1907)
- 9 febbraio - Laurent Seret, ciclista su strada belga (n. 1896)
- 9 febbraio - Hans Stuck, pilota automobilistico tedesco (n. 1900)
- 11 febbraio - Kit Carson, attore russo (n. 1899)
- 11 febbraio - James Bryant Conant, chimico statunitense (n. 1893)
- 11 febbraio - Harry Martinson, scrittore e poeta svedese (n. 1904)
- 12 febbraio - Sanna av Skarði, educatrice e insegnante faroese (n. 1876)
- 13 febbraio - Enrico Benassi, pittore italiano (n. 1902)
- 13 febbraio - Pietro Caloi, sismologo italiano (n. 1907)
- 13 febbraio - Angelo Davoli, mezzofondista e siepista italiano (n. 1896)
- 13 febbraio - Willi Domgraf-Fassbaender, baritono tedesco (n. 1897)
- 13 febbraio - Robert Durrer, ingegnere svizzero (n. 1890)
- 13 febbraio - Umberto Massola, attivista e politico italiano (n. 1904)
- 13 febbraio - Marcello Muccini, pittore italiano (n. 1926)
- 14 febbraio - Karl Durspekt, allenatore di calcio e calciatore austriaco (n. 1913)
- 14 febbraio - Giuseppe Pasquale, dirigente sportivo e produttore cinematografico italiano (n. 1907)
- 15 febbraio - Ilka Chase, attrice e conduttrice radiofonica statunitense (n. 1905)
- 15 febbraio - Joseph Lenzi, attore statunitense (n. 1923)
- 16 febbraio - Edward Lindberg, velocista statunitense (n. 1886)
- 16 febbraio - Jerry Vayda, cestista statunitense (n. 1934)
- 17 febbraio - Luisa Banti, archeologa e scrittrice italiana (n. 1894)
- 17 febbraio - Erik Charpentier, ginnasta e altista svedese (n. 1897)
- 17 febbraio - Giordano Bruno Lattuada, pittore e decoratore italiano (n. 1903)
- 17 febbraio - Agostino Rocca, ingegnere, dirigente d'azienda e imprenditore italiano (n. 1895)
- 17 febbraio - Johann Rüth, vescovo cattolico tedesco (n. 1899)
- 18 febbraio - Derrick De Marney, attore britannico (n. 1906)
- 18 febbraio - Francisco Elías de Tejada, filosofo spagnolo (n. 1917)
- 18 febbraio - Ermanno Lazzarino, politico, partigiano e medico italiano (n. 1900)
- 18 febbraio - Kathleen Lockhart, attrice britannica (n. 1894)
- 18 febbraio - Maggie McNamara, attrice e modella statunitense (n. 1928)
- 18 febbraio - Giuseppe Santhià, ciclista su strada italiano (n. 1886)
- 18 febbraio - Patrick Treanor, astronomo e gesuita britannico (n. 1920)
- 19 febbraio - Vittorio Botticini, pittore italiano (n. 1909)
- 19 febbraio - Olav Ditlev-Simonsen, calciatore norvegese (n. 1897)
- 19 febbraio - Michail Nikolaevič Zacharov, militare sovietico (n. 1912)
- 20 febbraio - Fessor Leonard, cestista statunitense (n. 1953)
- 21 febbraio - Abdelkrim Dali, cantante e musicista algerino (n. 1914)
- 21 febbraio - Paul Hauman, calciatore belga (n. 1883)
- 21 febbraio - Raoul Heide, schermidore norvegese (n. 1888)
- 22 febbraio - Joachim Büchner, velocista tedesco (n. 1905)
- 22 febbraio - Arthur Claerhout, ciclista su strada belga (n. 1887)
- 22 febbraio - Phyllis McGinley, scrittrice statunitense (n. 1905)
- 22 febbraio - Jack Taylor, allenatore di calcio e calciatore inglese (n. 1914)
- 23 febbraio - Eugéne Cornelius Arthurs, missionario e vescovo cattolico irlandese (n. 1914)
- 23 febbraio - Giuseppe Fortunato Pirrone, scultore italiano (n. 1898)
- 23 febbraio - Paul Yoshigoro Taguchi, cardinale e arcivescovo cattolico giapponese (n. 1902)
- 24 febbraio - Franco Arcalli, sceneggiatore, attore e montatore italiano (n. 1929)
- 24 febbraio - Henri Larnoe, calciatore belga (n. 1897)
- 24 febbraio - Jean Wagner, discobolo e pesista lussemburghese (n. 1905)
- 25 febbraio - Alfred Marshall Bailey, ornitologo statunitense (n. 1894)
- 25 febbraio - Margarete Bieber, archeologa e storica dell'arte tedesca (n. 1879)
- 25 febbraio - Ján Poničan, poeta, scrittore e drammaturgo slovacco (n. 1902)
- 25 febbraio - Friedrich Zipfel, storico e scrittore tedesco (n. 1920)
- 26 febbraio - Joseph Beresford, calciatore inglese (n. 1906)
- 27 febbraio - Bruno Brun, clarinettista jugoslavo (n. 1910)
- 28 febbraio - Philip Ahn, attore statunitense (n. 1905)
- 28 febbraio - Zara Cully, attrice statunitense (n. 1892)
- 28 febbraio - Consuelo Kanaga, fotografa e scrittrice statunitense (n. 1894)
- 28 febbraio - Eric Frank Russell, autore di fantascienza britannico (n. 1905)
- 28 febbraio - Stevan Tommei, calciatore italiano (n. 1912)

## Marzo(112)
- 1º marzo - Léon Azéma, architetto francese (n. 1888)
- 1º marzo - Kiyoshi Oka, matematico giapponese (n. 1901)
- 1º marzo - Paul Scott, scrittore, drammaturgo e poeta inglese (n. 1920)
- 1º marzo - Ted Strong, giocatore di baseball e cestista statunitense (n. 1914)
- 2 marzo - Mario Pei, linguista e filologo statunitense (n. 1901)
- 3 marzo - Italo Formichella, avvocato e politico italiano (n. 1893)
- 3 marzo - Otto Steinert, fotografo tedesco (n. 1915)
- 3 marzo - Sylvester Wackerle, bobbista tedesco (n. 1908)
- 3 marzo - Georg Morgenstierne, linguista norvegese (n. 1892)
- 4 marzo - Wesley Bolin, politico statunitense (n. 1909)
- 4 marzo - Joe Marsala, compositore e clarinettista italiano (n. 1907)
- 5 marzo - Cesare Andrea Bixio, compositore italiano (n. 1896)
- 5 marzo - Toshiko Higashikuni, principessa giapponese (n. 1896)
- 5 marzo - Adolf Metzner, velocista tedesco (n. 1910)
- 5 marzo - Angelo D'Agostino, politico italiano (n. 1907)
- 6 marzo - Franco Anselmi, terrorista italiano (n. 1956)
- 6 marzo - Xercès Louis, calciatore francese (n. 1926)
- 7 marzo - Friedrich Engel-Jànosi, storico austriaco (n. 1893)
- 7 marzo - Salvatore Greco, mafioso italiano (n. 1923)
- 8 marzo - Victor Eyles, geologo e storico britannico (n. 1895)
- 8 marzo - Roy Harrod, economista britannico (n. 1900)
- 8 marzo - Aulis Koponen, calciatore finlandese (n. 1906)
- 8 marzo - Adolf van der Voort van Zijp, cavaliere olandese (n. 1892)
- 9 marzo - Ettore Apollonj, bibliotecario italiano (n. 1887)
- 10 marzo - Rosario Berardi, poliziotto italiano (n. 1926)
- 10 marzo - Giuseppe Liguori, politico italiano (n. 1901)
- 11 marzo - Friedrich-Wilhelm Bock, generale tedesco (n. 1897)
- 11 marzo - Claude François, cantautore, musicista e produttore discografico francese (n. 1939)
- 11 marzo - Giuseppe Mancuso, vescovo cattolico italiano (n. 1902)
- 11 marzo - Dalal al-Maghribi, terrorista palestinese (n. 1959)
- 12 marzo - Gene Moore, giocatore di baseball statunitense (n. 1909)
- 12 marzo - Semp Russ, tennista statunitense (n. 1878)
- 12 marzo - Theresa Weld, pattinatrice artistica su ghiaccio e dirigente sportiva statunitense (n. 1893)
- 13 marzo - John Cazale, attore statunitense (n. 1935)
- 14 marzo - Enrico Accorretti, ammiraglio e aviatore italiano (n. 1888)
- 14 marzo - Décio Recaman, calciatore brasiliano (n. 1934)
- 15 marzo - Jerzy Hryniewski, politico polacco (n. 1895)
- 15 marzo - Bobby McKean, calciatore scozzese (n. 1952)
- 15 marzo - Francis Rennell Rodd, generale e esploratore britannico (n. 1895)
- 16 marzo - Giuseppe Bifolchi, partigiano e anarchico italiano (n. 1895)
- 16 marzo - Valeska Gert, ballerina, attrice e cabarettista tedesca (n. 1892)
- 16 marzo - Raffaele Iozzino, poliziotto italiano (n. 1953)
- 16 marzo - Oreste Leonardi, carabiniere italiano (n. 1926)
- 16 marzo - Georgi Nikolov, calciatore bulgaro (n. 1931)
- 16 marzo - Domenico Ricci, carabiniere italiano (n. 1934)
- 16 marzo - Giulio Rivera, poliziotto italiano (n. 1954)
- 16 marzo - Juan Rodolfo Wilcock, poeta, scrittore e critico letterario argentino (n. 1919)
- 16 marzo - Francesco Zizzi, poliziotto italiano (n. 1948)
- 17 marzo - Giulio Bobbio, calciatore italiano (n. 1900)
- 17 marzo - Semën Abramovič Furman, scacchista sovietico (n. 1920)
- 17 marzo - Eddie Aikau, surfista statunitense (n. 1946)
- 17 marzo - Carlo Martini, critico letterario e poeta italiano (n. 1908)
- 17 marzo - Sally Phipps, attrice statunitense (n. 1911)
- 17 marzo - Malvina Reynolds, cantautrice e attivista statunitense (n. 1900)
- 17 marzo - Walt Stanky, cestista statunitense (n. 1911)
- 17 marzo - Giacomo Violardo, cardinale italiano (n. 1898)
- 18 marzo - Faith Baldwin, scrittrice statunitense (n. 1893)
- 18 marzo - Leigh Brackett, scrittrice e sceneggiatrice statunitense (n. 1915)
- 18 marzo - François Duprat, politico francese (n. 1940)
- 18 marzo - Willy Falck Hansen, pistard danese (n. 1906)
- 18 marzo - Harald Pettersen, calciatore norvegese (n. 1911)
- 18 marzo - Achille Salvucci, vescovo cattolico italiano (n. 1884)
- 18 marzo - Peggy Wood, attrice e cantante statunitense (n. 1892)
- 19 marzo - Gaston Julia, matematico francese (n. 1893)
- 19 marzo - Albrecht Knust, ballerino e coreografo tedesco (n. 1896)
- 19 marzo - Shukri Mustafa, terrorista egiziano (n. 1942)
- 19 marzo - Carlos Torre Repetto, scacchista messicano (n. 1905)
- 19 marzo - Winifred Westover, attrice statunitense (n. 1899)
- 20 marzo - Jacques Brugnon, tennista francese (n. 1895)
- 20 marzo - Robert Gilbert, compositore e attore tedesco (n. 1899)
- 20 marzo - Eugène Molle, generale francese (n. 1895)
- 20 marzo - Gherardo del Colle, poeta, scrittore e francescano italiano (n. 1920)
- 21 marzo - Salvatore Briguglio, mafioso statunitense (n. 1930)
- 21 marzo - Émile Bulteel, pallanuotista francese (n. 1906)
- 21 marzo - Cearbhall Ó Dálaigh, politico e giurista irlandese (n. 1911)
- 21 marzo - Pietro Pitrone, politico italiano (n. 1918)
- 22 marzo - Isidro Ayora, politico ecuadoriano (n. 1879)
- 22 marzo - Karl Wallenda, artista tedesco (n. 1905)
- 23 marzo - Brianna Carafa, scrittrice italiana (n. 1924)
- 23 marzo - Tadeusz Romer, politico e diplomatico polacco (n. 1894)
- 23 marzo - Eeltje Visserman, compositore di scacchi olandese (n. 1922)
- 24 marzo - André Lallemand, astronomo francese (n. 1904)
- 24 marzo - Giambattista Vicari, giornalista, scrittore e editore italiano (n. 1909)
- 25 marzo - Leslie Fenton, attore e regista statunitense (n. 1902)
- 25 marzo - Ugo Ferrazzi, calciatore italiano (n. 1905)
- 25 marzo - Patrizia Giugno, showgirl e cantante italiana (n. 1957)
- 25 marzo - Jack Hulbert, attore e scrittore inglese (n. 1892)
- 25 marzo - Giuseppe Lombardi, ammiraglio italiano (n. 1886)
- 25 marzo - Hanna Ralph, attrice tedesca (n. 1888)
- 27 marzo - Kunwar Digvijay Singh, hockeista su prato indiano (n. 1922)
- 27 marzo - Sverre Farstad, pattinatore di velocità su ghiaccio norvegese (n. 1920)
- 27 marzo - Ninì Gordini Cervi, attrice italiana (n. 1907)
- 28 marzo - Claudio Cintoli, artista, pittore e scenografo italiano (n. 1935)
- 28 marzo - Giuseppe Giacomantonio, compositore italiano (n. 1905)
- 28 marzo - Wadie Haddad, attivista e guerrigliero palestinese (n. 1927)
- 28 marzo - Clemente Mejía, nuotatore messicano (n. 1928)
- 28 marzo - Lennart Oesch, generale finlandese (n. 1892)
- 30 marzo - Hamid II di Pontianak, sovrano indonesiano (n. 1913)
- 30 marzo - Hack Simpson, hockeista su ghiaccio canadese (n. 1910)
- 30 marzo - Larry Young, organista e pianista statunitense (n. 1940)
- 31 marzo - Astrid Allwyn, attrice statunitense (n. 1905)
- 31 marzo - Charles Herbert Best, medico canadese (n. 1899)
- 31 marzo - Luigi Binda, cestista, multiplista e calciatore italiano (n. 1896)
- 31 marzo - Harry Curtis, giocatore di football australiano e dirigente sportivo australiano (n. 1892)
- 31 marzo - Romain Gijssels, ciclista su strada belga (n. 1907)
- 31 marzo - Eva Mameli Calvino, botanica e naturalista italiana (n. 1886)
- 31 marzo - Michele Ortino, pittore italiano (n. 1914)
- 31 marzo - Imre Rajczy, schermidore ungherese (n. 1911)
- 31 marzo - Piero Ravasenga, poeta, saggista e scrittore italiano (n. 1907)
- 31 marzo - Luigi Silipo, politico italiano (n. 1900)
- 31 marzo - Fernando Soleti, generale italiano (n. 1891)
- 31 marzo - Giovanni Someda, ingegnere e dirigente pubblico italiano (n. 1901)

## Aprile(98)
- 1º aprile - Pietro Degano, calciatore italiano (n. 1919)
- 1º aprile - Angelus Walz, religioso svizzero (n. 1893)
- 2 aprile - Willi Kaidel, canottiere tedesco (n. 1912)
- 2 aprile - Franco Pinna, fotografo italiano (n. 1925)
- 3 aprile - Karl Asplund, poeta, scrittore e critico d'arte svedese (n. 1890)
- 3 aprile - Angelo Drigo, fisico italiano (n. 1907)
- 3 aprile - Kevin McAlinden, calciatore nordirlandese (n. 1913)
- 3 aprile - Ray Noble, compositore britannico (n. 1903)
- 4 aprile - Gabriele Bitterlich, mistica austriaca (n. 1896)
- 4 aprile - Gino Contilli, compositore italiano (n. 1907)
- 4 aprile - Semën Davidovič Kirlian, scienziato, inventore e fotografo russo (n. 1898)
- 4 aprile - Mauro Mancini, marinaio, scrittore e giornalista italiano (n. 1927)
- 4 aprile - Dino Menichini, scrittore e giornalista italiano (n. 1921)
- 5 aprile - Douglas Henderson, attore statunitense (n. 1919)
- 5 aprile - Bruno Scher, calciatore e allenatore di calcio italiano (n. 1907)
- 5 aprile - Carlo Tagliabue, baritono italiano (n. 1898)
- 6 aprile - Nicolas Nabokov, compositore e scrittore russo (n. 1903)
- 6 aprile - Martin Secker, editore britannico (n. 1882)
- 7 aprile - Luigi Piffero, pittore e grafico italiano (n. 1907)
- 8 aprile - Ford Frick, giornalista e dirigente sportivo statunitense (n. 1894)
- 8 aprile - Gaston Leval, anarchico francese (n. 1895)
- 8 aprile - Kurt Voß, calciatore tedesco (n. 1900)
- 9 aprile - Giuseppe Ferro, imprenditore italiano (n. 1901)
- 9 aprile - Vivian McGrath, tennista australiano (n. 1916)
- 9 aprile - Michael Wilson, sceneggiatore statunitense (n. 1914)
- 10 aprile - Al'bert Vol'rat, allenatore di calcio e calciatore sovietico (n. 1903)
- 11 aprile - Ian MacDonald, attore statunitense (n. 1914)
- 12 aprile - Joseph Delteil, scrittore e poeta francese (n. 1894)
- 12 aprile - József Holzbauer, calciatore ungherese (n. 1901)
- 12 aprile - Isaak Michajlovič Menaker, regista cinematografico sovietico (n. 1905)
- 12 aprile - Paul White, attore statunitense (n. 1925)
- 13 aprile - Ernst Bantle, calciatore tedesco (n. 1901)
- 13 aprile - Jack Chambers, artista e regista cinematografico canadese (n. 1931)
- 13 aprile - Funmilayo Ransome-Kuti, politica e attivista nigeriana (n. 1900)
- 14 aprile - Joe Gordon, giocatore di baseball e allenatore di baseball statunitense (n. 1915)
- 14 aprile - Frank Raymond Leavis, critico letterario e insegnante britannico (n. 1895)
- 14 aprile - Arline Pretty, attrice statunitense (n. 1885)
- 14 aprile - Mauk Weber, calciatore olandese (n. 1914)
- 14 aprile - Guglielmo Zanasi, calciatore, allenatore di calcio e dirigente sportivo italiano (n. 1909)
- 15 aprile - Luigi Senesi, pittore e incisore italiano (n. 1938)
- 16 aprile - Sergio Bianchi, scacchista italiano (n. 1920)
- 16 aprile - Vincenzo Bosia, calciatore italiano (n. 1906)
- 16 aprile - Lucius Clay, generale statunitense (n. 1897)
- 16 aprile - Nagamichi Kuroda, zoologo, ornitologo e biologo giapponese (n. 1889)
- 16 aprile - Richard Lindner, pittore tedesco (n. 1901)
- 16 aprile - Thomas Vincent Cahill, arcivescovo cattolico australiano (n. 1913)
- 16 aprile - Johnny Sines, cestista e allenatore di pallacanestro statunitense (n. 1914)
- 16 aprile - Philibert Tsiranana, politico malgascio (n. 1912)
- 17 aprile - Ewald Balser, attore tedesco (n. 1898)
- 17 aprile - Giovanni Andrea Borromeo d'Adda, imprenditore e politico italiano (n. 1941)
- 17 aprile - Roberto Burini, sciatore alpino italiano (n. 1958)
- 17 aprile - Mir Akbar Khyber, politico afghano (n. 1925)
- 17 aprile - Luigina Sinapi, mistica e veggente italiana (n. 1916)
- 18 aprile - Carlo Cerruti, politico italiano (n. 1900)
- 18 aprile - Giuseppe Maggio, politico italiano (n. 1890)
- 19 aprile - Joe Dougherty, doppiatore statunitense (n. 1898)
- 20 aprile - Jean Babelon, numismatico, storico e bibliotecario francese (n. 1889)
- 20 aprile - Agostino Giambelli, ingegnere e politico italiano (n. 1891)
- 21 aprile - Sandy Denny, cantautrice britannica (n. 1947)
- 21 aprile - Angelo Maria Ripellino, slavista, traduttore e poeta italiano (n. 1923)
- 21 aprile - Robert de Nesle, produttore cinematografico francese (n. 1906)
- 22 aprile - Nicolae Caranfil, schermidore, ingegnere e politico rumeno (n. 1893)
- 22 aprile - Basil Dean, regista, produttore cinematografico e sceneggiatore britannico (n. 1888)
- 22 aprile - Will Geer, attore e attivista statunitense (n. 1902)
- 22 aprile - Varvara Mjasnikova, attrice sovietica (n. 1900)
- 22 aprile - Guglielmo Oppezzo, calciatore italiano (n. 1926)
- 22 aprile - Willy Sperco, giornalista e scrittore italiano (n. 1887)
- 23 aprile - Christian Lattier, scultore ivoriano (n. 1925)
- 23 aprile - Ivan Pereverzev, attore sovietico (n. 1914)
- 23 aprile - Jacques Rueff, economista francese (n. 1896)
- 23 aprile - Ludwig Schneider, politico tedesco (n. 1898)
- 24 aprile - Mario Ascione, agronomo, dirigente d'azienda e politico italiano (n. 1897)
- 24 aprile - Federico Chávez, politico paraguaiano (n. 1882)
- 25 aprile - Mario Castellani, attore italiano (n. 1906)
- 25 aprile - Francesco Cuttone, fantino italiano (n. 1931)
- 25 aprile - Marie-Virginie Duhem, supercentenaria francese (n. 1866)
- 25 aprile - Zenta Mauriņa, scrittrice lettone (n. 1897)
- 25 aprile - Peng Shaohui, generale cinese (n. 1906)
- 25 aprile - Arne Rustadstuen, combinatista nordico e fondista norvegese (n. 1905)
- 26 aprile - Ottavio Alessi, attore, regista e sceneggiatore italiano (n. 1919)
- 26 aprile - Julio Bracho, regista e sceneggiatore messicano (n. 1909)
- 26 aprile - Alberto del Río Chaviano, generale cubano (n. 1915)
- 26 aprile - Nino Valeri, storico italiano (n. 1897)
- 27 aprile - Ralston Crawford, pittore e fotografo statunitense (n. 1906)
- 27 aprile - John Doeg, tennista statunitense (n. 1908)
- 27 aprile - Guido Stampacchia, matematico italiano (n. 1922)
- 28 aprile - Mohammed Daud Khan, politico afghano (n. 1909)
- 28 aprile - Makhosini Dlamini, politico swati (n. 1914)
- 28 aprile - Curt McMahon, cestista statunitense (n. 1915)
- 28 aprile - Russell Metty, direttore della fotografia statunitense (n. 1906)
- 28 aprile - Philip Neame, generale e tiratore a segno britannico (n. 1888)
- 29 aprile - Vito Maria Buscaino, psichiatra italiano (n. 1887)
- 29 aprile - Theo Helfrich, pilota automobilistico tedesco (n. 1913)
- 29 aprile - Giacomo Vaghi, basso italiano (n. 1901)
- 30 aprile - Liane Augustin, cantante e attrice austriaca (n. 1927)
- 30 aprile - Luciano Mondolfo, attore e regista italiano (n. 1910)
- 30 aprile - Oreste Rosa, calciatore italiano (n. 1894)
- 30 aprile - Bruno Stefani, fotografo italiano (n. 1901)

## Maggio(110)
- 1º maggio - Menotti Bugna, allenatore di calcio e calciatore italiano (n. 1909)
- 1º maggio - Aram Il'ič Chačaturjan, compositore e pianista sovietico (n. 1903)
- 1º maggio - Giuseppe Girelli, presbitero e missionario italiano (n. 1886)
- 1º maggio - Franco Matacotta, poeta e giornalista italiano (n. 1916)
- 1º maggio - Sylvia Townsend Warner, scrittrice e poetessa inglese (n. 1893)
- 1º maggio - Jaap van Leeuwen, partigiano e attivista olandese (n. 1892)
- 2 maggio - Matti Lähde, fondista finlandese (n. 1911)
- 3 maggio - A. Arnold Gillespie, scenografo e effettista statunitense (n. 1899)
- 5 maggio - Lu Synd, attrice tedesca (n. 1886)
- 6 maggio - Ethelda Bleibtrey, nuotatrice statunitense (n. 1902)
- 6 maggio - Mariolino Congiu, allenatore di calcio e calciatore italiano (n. 1913)
- 6 maggio - Aldo Gabrielli, grammatico, linguista e lessicografo italiano (n. 1898)
- 6 maggio - Loyal Griggs, direttore della fotografia e effettista statunitense (n. 1906)
- 7 maggio - Ljubov' Timofeevna Kosmodem'janskaja, attivista sovietica (n. 1900)
- 7 maggio - Giovanni Battista Pighi, latinista e poeta italiano (n. 1898)
- 8 maggio - Juan Evaristo, calciatore argentino (n. 1902)
- 8 maggio - Mario Ferri, politico italiano (n. 1927)
- 8 maggio - Chuck Hyatt, cestista statunitense (n. 1908)
- 8 maggio - Alfredo Mezio, giornalista, critico letterario e critico d'arte italiano (n. 1908)
- 8 maggio - Raymond Rubicam, pubblicitario statunitense (n. 1892)
- 9 maggio - Urbano Cioccetti, avvocato e politico italiano (n. 1905)
- 9 maggio - Duncan Grant, pittore scozzese (n. 1885)
- 9 maggio - Harry Hinton, pilota motociclistico australiano (n. 1909)
- 9 maggio - Peppino Impastato, giornalista, conduttore radiofonico e attivista italiano (n. 1948)
- 9 maggio - Albert Laprade, architetto francese (n. 1883)
- 9 maggio - George Maciunas, artista e architetto lituano (n. 1931)
- 9 maggio - Aldo Moro, politico e giurista italiano (n. 1916)
- 9 maggio - Friedrich von Schellwitz, generale tedesco (n. 1893)
- 11 maggio - Jacques Ickx, pilota motociclistico, pilota automobilistico e giornalista belga (n. 1910)
- 11 maggio - Francesco Serantini, scrittore italiano (n. 1889)
- 12 maggio - Robert Coogan, attore statunitense (n. 1924)
- 12 maggio - Vasili Merkuryev, attore sovietico (n. 1904)
- 13 maggio - Giuseppe Tommaso Gangale, glottologo, religioso e filosofo italiano (n. 1898)
- 13 maggio - Jan Heřmánek, pugile cecoslovacco (n. 1907)
- 13 maggio - Guillaume Lieb, calciatore francese (n. 1904)
- 14 maggio - Henri Chapron, imprenditore e designer francese (n. 1886)
- 14 maggio - Umberto Cornetti, calciatore italiano (n. 1903)
- 14 maggio - Alexander Kipnis, basso russo (n. 1891)
- 14 maggio - Bill Lear, inventore e imprenditore statunitense (n. 1902)
- 14 maggio - Paul Mason, diplomatico inglese (n. 1904)
- 14 maggio - Robert Menzies, politico australiano (n. 1894)
- 15 maggio - Dorothy Coburn, attrice statunitense (n. 1904)
- 15 maggio - Umberto Fiore, politico e sindacalista italiano (n. 1896)
- 15 maggio - Gyula Lelovics, allenatore di calcio ungherese (n. 1897)
- 15 maggio - Friedrich Müller, calciatore tedesco (n. 1907)
- 15 maggio - Maurice Olivier, calciatore francese (n. 1887)
- 15 maggio - Kurt Stössel, calciatore tedesco (n. 1907)
- 16 maggio - Goffredo Alessandrini, regista e ostacolista italiano (n. 1904)
- 16 maggio - Paolo Amadesi, calciatore italiano (n. 1902)
- 16 maggio - Giovanni Battistoni, calciatore e allenatore di calcio italiano (n. 1910)
- 16 maggio - William Steinberg, direttore d'orchestra tedesco (n. 1899)
- 17 maggio - Selwyn Lloyd, politico britannico (n. 1904)
- 17 maggio - Ljubiša Stefanović, calciatore e allenatore di calcio jugoslavo (n. 1910)
- 17 maggio - Armin Theophil Wegner, militare, attivista e scrittore tedesco (n. 1886)
- 18 maggio - Fausto Catani, educatore italiano (n. 1909)
- 18 maggio - Diana Lante, attrice italiana (n. 1914)
- 18 maggio - Giuseppe Lippi, mezzofondista italiano (n. 1904)
- 18 maggio - Anna Salvatore, pittrice, scultrice e scrittrice italiana (n. 1923)
- 18 maggio - Norman Smith, calciatore e allenatore di calcio inglese (n. 1897)
- 19 maggio - Carl Hansen, calciatore danese (n. 1898)
- 19 maggio - Italo Rossi, allenatore di calcio e calciatore italiano (n. 1898)
- 20 maggio - Dick Been, calciatore olandese (n. 1914)
- 21 maggio - Walter von Bonhorst, montatore tedesco (n. 1904)
- 21 maggio - Gustaf von Numers, artista finlandese (n. 1912)
- 21 maggio - Antun Pogačnik, calciatore jugoslavo (n. 1913)
- 21 maggio - Tukojirao Holkar III, principe indiano (n. 1890)
- 22 maggio - Colin Hannah, generale e politico australiano (n. 1914)
- 22 maggio - Lucia Morpurgo Rodocanachi, traduttrice italiana (n. 1901)
- 23 maggio - Ezio Amadeo, politico italiano (n. 1894)
- 23 maggio - Mariano Amaro, calciatore e allenatore di calcio portoghese (n. 1915)
- 23 maggio - Robert Llewellyn Bradshaw, politico nevisiano (n. 1916)
- 23 maggio - Johan Mastenbroek, allenatore di calcio olandese (n. 1902)
- 23 maggio - Birger Sörvik, ginnasta svedese (n. 1879)
- 24 maggio - Cyrille Adoula, politico della Repubblica Democratica del Congo (n. 1921)
- 24 maggio - Barry Atwater, attore statunitense (n. 1918)
- 24 maggio - Rae Foley, scrittrice statunitense (n. 1900)
- 24 maggio - Judson Melford, attore statunitense (n. 1900)
- 24 maggio - Lily Parr, calciatrice britannica (n. 1905)
- 24 maggio - Edoardo Salerno, politico e prefetto italiano (n. 1891)
- 25 maggio - Hugo Helsten, ginnasta danese (n. 1894)
- 25 maggio - Theodor Tolsdorff, generale tedesco (n. 1909)
- 25 maggio - Bruno Touschek, fisico austriaco (n. 1921)
- 26 maggio - Ignacio de Alba y Hernández, vescovo cattolico messicano (n. 1890)
- 26 maggio - Roberto Angeli, presbitero italiano (n. 1913)
- 26 maggio - Erich Hagen, ciclista su strada tedesco (n. 1936)
- 26 maggio - Jorge Icaza, scrittore e drammaturgo ecuadoriano (n. 1906)
- 26 maggio - Tamara Platonovna Karsavina, ballerina russa (n. 1885)
- 26 maggio - Antenore Magri, pittore italiano (n. 1907)
- 27 maggio - Willie Brown, allenatore di calcio e calciatore scozzese (n. 1922)
- 27 maggio - Mario Deluigi, pittore italiano (n. 1901)
- 27 maggio - Tormod Kjellsen, calciatore norvegese (n. 1894)
- 27 maggio - Vintilă Mihăilescu, geografo rumeno (n. 1890)
- 27 maggio - Lorenzo Poggi, ingegnere e fisico italiano (n. 1905)
- 27 maggio - William Strang, I Barone Strang, diplomatico britannico (n. 1893)
- 28 maggio - Bernard Borderie, regista francese (n. 1924)
- 28 maggio - Ernest Cadine, sollevatore francese (n. 1893)
- 28 maggio - Ben Carré, scenografo e costumista francese (n. 1883)
- 28 maggio - Franco Patrignani, medico e politico italiano (n. 1901)
- 28 maggio - Enrico Simonetti, pianista, compositore e showman italiano (n. 1924)
- 29 maggio - Jurij Osipovič Dombrovskij, scrittore russo (n. 1909)
- 29 maggio - Guglielmo Righini, astronomo italiano (n. 1908)
- 29 maggio - Nazli Sabri, regina egiziana (n. 1894)
- 30 maggio - Giuseppe Di Cristina, mafioso italiano (n. 1923)
- 30 maggio - Gotthard Handrick, pentatleta e aviatore tedesco (n. 1908)
- 30 maggio - Tetsu Katayama, politico giapponese (n. 1887)
- 30 maggio - Jean Rougeul, attore, regista e critico cinematografico francese (n. 1905)
- 31 maggio - József Bozsik, calciatore e allenatore di calcio ungherese (n. 1925)
- 31 maggio - Josep Gonzalvo, allenatore di calcio e calciatore spagnolo (n. 1920)
- 31 maggio - Hannah Höch, artista tedesca (n. 1889)
- 31 maggio - Averill Abraham Liebow, medico austriaco (n. 1911)

## Giugno(88)
- 1º giugno - Francesco Antonio Repaci, economista italiano (n. 1888)
- 2 giugno - Santiago Bernabéu, calciatore, allenatore di calcio e dirigente sportivo spagnolo (n. 1895)
- 2 giugno - Enrico Mariani, politico italiano (n. 1900)
- 2 giugno - Aldo Trivella, saltatore con gli sci italiano (n. 1921)
- 2 giugno - Shōzō Tsugitani, calciatore giapponese (n. 1940)
- 3 giugno - Giulio Agostini, politico italiano (n. 1892)
- 3 giugno - Hans Schöchlin, canottiere svizzero (n. 1893)
- 4 giugno - Dominique Darel, modella e attrice francese (n. 1950)
- 4 giugno - Ernst Langlotz, archeologo e storico dell'arte tedesco (n. 1895)
- 4 giugno - Jorge de Sena, poeta, scrittore e drammaturgo portoghese (n. 1919)
- 4 giugno - Yashwantrao Martandrao Mukne, principe e politico indiano (n. 1917)
- 6 giugno - Moisés Bensabat Amzalak, economista portoghese (n. 1892)
- 6 giugno - Alex Jardine, calciatore scozzese (n. 1926)
- 6 giugno - Carlo Vincenti, artista e poeta italiano (n. 1946)
- 7 giugno - José Mário Donizeti Baroni, calciatore brasiliano (n. 1957)
- 7 giugno - Ronald Norrish, chimico inglese (n. 1897)
- 8 giugno - Jenny Hasselquist, ballerina e attrice svedese (n. 1894)
- 8 giugno - Gilberto Mazzi, cantante e attore italiano (n. 1909)
- 8 giugno - Romola de Pulszky, nobildonna e biografa ungherese (n. 1891)
- 9 giugno - Luigi Campedelli, matematico italiano (n. 1903)
- 9 giugno - Nicola di Romania, principe rumeno (n. 1903)
- 9 giugno - Tom Wilson, produttore discografico statunitense (n. 1931)
- 10 giugno - Ralph Berzsenyi, tiratore a segno ungherese (n. 1909)
- 10 giugno - Horst Gerson, storico dell'arte olandese (n. 1907)
- 10 giugno - Victor Majérus, calciatore lussemburghese (n. 1913)
- 10 giugno - Väinö Muinonen, maratoneta finlandese (n. 1898)
- 11 giugno - Jānis Daliņš, marciatore lettone (n. 1904)
- 11 giugno - Bob Duffy, cestista statunitense (n. 1922)
- 12 giugno - Guō Mòruò, scrittore, poeta e drammaturgo cinese (n. 1892)
- 12 giugno - Takeichi Harada, tennista giapponese (n. 1899)
- 12 giugno - Léon Lommel, vescovo cattolico lussemburghese (n. 1893)
- 13 giugno - Irene Bowder, tennista sudafricana (n. 1892)
- 13 giugno - Dong Shouyi, allenatore di pallacanestro cinese (n. 1895)
- 13 giugno - Paul Wittek, orientalista e storico austriaco (n. 1894)
- 14 giugno - Piero Brolis, scultore italiano (n. 1920)
- 14 giugno - Martino Caroli, avvocato e politico italiano (n. 1897)
- 15 giugno - Michele Santacroce, calciatore italiano (n. 1921)
- 16 giugno - Felicia Montealegre, attrice statunitense (n. 1922)
- 16 giugno - Jackie Scott, calciatore nordirlandese (n. 1933)
- 16 giugno - Donald Stockton, lottatore canadese (n. 1904)
- 17 giugno - Carlo Del Re, avvocato italiano (n. 1901)
- 17 giugno - Piero Poletto, scenografo italiano (n. 1925)
- 17 giugno - Robert Williams, attore statunitense (n. 1904)
- 18 giugno - Gaston Fessard, religioso e teologo francese (n. 1897)
- 18 giugno - Dragoslav Mihajlović, calciatore jugoslavo (n. 1906)
- 19 giugno - Ipojucan, calciatore brasiliano (n. 1927)
- 19 giugno - Vito Vittorio Lenoci, politico italiano (n. 1934)
- 19 giugno - Giovanni Battista Migliori, politico, militare e avvocato italiano (n. 1893)
- 19 giugno - Lance Royle, velocista britannico (n. 1898)
- 20 giugno - Eugene DeVerdi, attore e stuntman italiano (n. 1893)
- 20 giugno - Mark Robson, regista, montatore e produttore cinematografico canadese (n. 1913)
- 20 giugno - Mario Romoli, pittore italiano (n. 1908)
- 20 giugno - Ted Temme, nuotatore e pallanuotista britannico (n. 1904)
- 20 giugno - Todor Živanović, calciatore jugoslavo (n. 1927)
- 21 giugno - Stefano Ferrando, missionario e arcivescovo cattolico italiano (n. 1895)
- 21 giugno - Luther Youngdahl, politico e giurista statunitense (n. 1896)
- 22 giugno - Giuseppe Bigogno, calciatore e allenatore di calcio italiano (n. 1909)
- 22 giugno - Jens Otto Krag, politico danese (n. 1914)
- 22 giugno - Vladimir Ivanovič Ovčinnikov, pittore russo (n. 1911)
- 23 giugno - Jeff Cohen, cestista statunitense (n. 1939)
- 23 giugno - Bruno Vilar, poeta e attore italiano (n. 1942)
- 24 giugno - Nat Agar, calciatore, allenatore di calcio e dirigente sportivo inglese (n. 1888)
- 24 giugno - Robert Charroux, scrittore, saggista e pseudoscienziato francese (n. 1909)
- 24 giugno - Giuseppe Gentili, fantino italiano (n. 1917)
- 24 giugno - Mstislav Keldyš, fisico, matematico e politico sovietico (n. 1911)
- 24 giugno - William M. Ketchum, politico statunitense (n. 1921)
- 24 giugno - Tienno Pattacini, musicista, compositore e paroliere italiano (n. 1908)
- 24 giugno - Achille Pesce, giornalista e politico italiano (n. 1919)
- 24 giugno - Ahmad al-Ghashmi, generale e politico yemenita (n. 1935)
- 25 giugno - Willi Mentz, militare tedesco (n. 1904)
- 26 giugno - Sid Wyman, giocatore di poker statunitense (n. 1910)
- 26 giugno - Salim Rubayy' 'Ali, politico yemenita (n. 1934)
- 27 giugno - Barry Brown, attore statunitense (n. 1951)
- 27 giugno - Josette Day, attrice francese (n. 1914)
- 28 giugno - Antonio Calderara, pittore italiano (n. 1903)
- 28 giugno - Iuliu Hirțea, vescovo cattolico rumeno (n. 1914)
- 28 giugno - Prvoslav Mihajlović, allenatore di calcio e calciatore jugoslavo (n. 1921)
- 28 giugno - Luigi Nardi, ingegnere italiano (n. 1900)
- 28 giugno - José María Portell, giornalista spagnolo (n. 1933)
- 29 giugno - Baldassarre Buffa, psichiatra e politico italiano (n. 1916)
- 29 giugno - André Chapelon, ingegnere francese (n. 1892)
- 29 giugno - Bob Crane, attore statunitense (n. 1928)
- 29 giugno - Aldo Ferraresi, violinista italiano (n. 1902)
- 29 giugno - Edoardo Malusardi, politico e sindacalista italiano (n. 1889)
- 30 giugno - Alessandro Brunoldi, calciatore e allenatore di calcio italiano (n. 1888)
- 30 giugno - Domenico Casella, agronomo italiano (n. 1898)
- 30 giugno - Giovanni Grilli, politico italiano (n. 1903)
- 30 giugno - Yuan Muzhi, attore, regista e sceneggiatore cinese (n. 1909)

## Luglio(82)
- 1º luglio - Claude Eatherly, aviatore statunitense (n. 1918)
- 1º luglio - René Malaise, entomologo, esploratore e collezionista d'arte svedese (n. 1892)
- 1º luglio - Abdylas Maldybaev, compositore sovietico (n. 1906)
- 1º luglio - Kurt Student, generale tedesco (n. 1890)
- 2 luglio - Alfredo Conti, avvocato e politico italiano (n. 1894)
- 2 luglio - Luca Pietromarchi, nobile e diplomatico italiano (n. 1895)
- 3 luglio - Gustave Crabbe, cestista belga (n. 1914)
- 3 luglio - James Daly, attore statunitense (n. 1918)
- 3 luglio - Galliano Mazzon, pittore italiano (n. 1896)
- 3 luglio - Michela Schiff Giorgini, egittologa e attrice italiana (n. 1923)
- 5 luglio - Giuseppe Gonella, politico italiano (n. 1900)
- 5 luglio - Giulio Supino, ingegnere e matematico italiano (n. 1898)
- 6 luglio - Ambrus Balogh, tiratore a segno ungherese (n. 1915)
- 6 luglio - Babe Paley, socialite statunitense (n. 1915)
- 6 luglio - Renzo Montagna, generale italiano (n. 1894)
- 6 luglio - Pietro Montana, scultore, pittore e insegnante statunitense (n. 1890)
- 6 luglio - Pierre Marie Nguyễn Văn Năng, vescovo cattolico vietnamita (n. 1910)
- 6 luglio - Denys Page, filologo classico britannico (n. 1908)
- 7 luglio - Francisco Mendes, politico guineense (n. 1939)
- 8 luglio - Osman Lins, scrittore brasiliano (n. 1924)
- 9 luglio - Stere Adamache, calciatore rumeno (n. 1941)
- 9 luglio - Maria Del Rio, medico, scienziata e storica italiana (n. 1892)
- 9 luglio - Garibaldi Spighi, cavaliere italiano (n. 1891)
- 10 luglio - Marcos Croce, calciatore argentino (n. 1894)
- 10 luglio - Joe Davis, giocatore di snooker inglese (n. 1901)
- 10 luglio - Alfonso Paso, drammaturgo, direttore artistico e attore spagnolo (n. 1926)
- 11 luglio - Enrico Arioni, calciatore italiano (n. 1895)
- 11 luglio - Harold Rosenberg, critico d'arte statunitense (n. 1906)
- 11 luglio - Giuseppe Tarlao, calciatore italiano (n. 1904)
- 12 luglio - Antonio Veretti, compositore italiano (n. 1900)
- 13 luglio - Enzo Maggio, attore e comico italiano (n. 1902)
- 13 luglio - Oliver Messel, scenografo inglese (n. 1904)
- 13 luglio - George Reader, calciatore e arbitro di calcio inglese (n. 1896)
- 14 luglio - Gennaro Cassiani, politico, avvocato e saggista italiano (n. 1903)
- 14 luglio - Charles Clyde Ebbets, fotografo statunitense (n. 1905)
- 14 luglio - Armando Gavagnin, giornalista e antifascista italiano (n. 1901)
- 14 luglio - Gaston Ragueneau, mezzofondista e siepista francese (n. 1881)
- 15 luglio - Jenő Konrád, allenatore di calcio e calciatore ungherese (n. 1894)
- 16 luglio - Howard Estabrook, sceneggiatore, attore e regista statunitense (n. 1884)
- 17 luglio - Thayer David, attore statunitense (n. 1927)
- 17 luglio - Giuseppe Germani, calciatore e arbitro di calcio italiano (n. 1896)
- 17 luglio - Fëdor Davydovič Kulakov, politico sovietico (n. 1918)
- 17 luglio - François Varillon, gesuita e scrittore francese (n. 1905)
- 19 luglio - Ettore Fontana, calciatore e allenatore di calcio italiano (n. 1903)
- 19 luglio - Marcello Marchesi, scrittore, sceneggiatore e regista italiano (n. 1912)
- 20 luglio - Charles T. Lanham, generale, scrittore e poeta statunitense (n. 1902)
- 21 luglio - Susana Calandrelli, scrittrice, poetessa e drammaturga argentina (n. 1901)
- 22 luglio - Jean-Louis Bouquet, scrittore e regista francese (n. 1898)
- 22 luglio - Angelo Jacopucci, pugile italiano (n. 1948)
- 22 luglio - Michail Georgievič Pervuchin, politico e ingegnere sovietico (n. 1904)
- 22 luglio - Pushpa Lal Shrestha, politico nepalese (n. 1924)
- 23 luglio - Charles Horvath, attore statunitense (n. 1920)
- 23 luglio - Kamil Tolon, imprenditore turco (n. 1912)
- 23 luglio - Fausto Tommei, attore e doppiatore italiano (n. 1909)
- 24 luglio - Danielle Collobert, scrittrice francese (n. 1940)
- 24 luglio - Christophe Didier, ciclista su strada lussemburghese (n. 1915)
- 24 luglio - Michele Riccardini, attore italiano (n. 1910)
- 24 luglio - Yoshiko Sugino, educatrice e stilista giapponese (n. 1892)
- 25 luglio - Giuseppe Chiarelli, magistrato italiano (n. 1904)
- 25 luglio - Franco Nicolini, criminale italiano (n. 1935)
- 25 luglio - Gaetano Ragusa, calciatore brasiliano (n. 1909)
- 25 luglio - Vilmos Sipos, calciatore ungherese (n. 1914)
- 25 luglio - Romano dalla Chiesa, generale italiano (n. 1891)
- 26 luglio - Mary Blair, disegnatrice statunitense (n. 1911)
- 26 luglio - Ercole Cattaneo, pattinatore artistico su ghiaccio italiana (n. 1906)
- 26 luglio - Leone Comini, giornalista e scrittore italiano (n. 1911)
- 26 luglio - Frank Gates, cestista e allenatore di pallacanestro statunitense (n. 1920)
- 26 luglio - Tiziana Weiss, alpinista italiana (n. 1952)
- 27 luglio - Willem van Otterloo, direttore d'orchestra e compositore olandese (n. 1907)
- 28 luglio - Maria Algranati, poetessa e scrittrice italiana (n. 1886)
- 28 luglio - Giuseppe Cagnina, calciatore italiano (n. 1900)
- 28 luglio - Ugo Cerroni, calciatore italiano (n. 1915)
- 28 luglio - Ferdinand Hajný, calciatore cecoslovacco (n. 1899)
- 29 luglio - Josef Jacobs, militare e aviatore tedesco (n. 1894)
- 30 luglio - Gelasio Adamoli, giornalista, politico e partigiano italiano (n. 1907)
- 30 luglio - Domenico Canalella, presbitero e traduttore italiano (n. 1914)
- 30 luglio - Umberto Nobile, generale, esploratore e ingegnere italiano (n. 1885)
- 31 luglio - Tiziano Ballarin, calciatore italiano (n. 1899)
- 31 luglio - Werner Finck, cabarettista, attore e scrittore tedesco (n. 1902)
- 31 luglio - Enoch Light, compositore e produttore discografico statunitense (n. 1907)
- 31 luglio - Rostislav Aleksandrovič Romanov, russo (n. 1902)
- 31 luglio - Søren Thorborg, ginnasta danese (n. 1889)

## Agosto(103)
- 1º agosto - Rudolf Kolisch, violinista austriaco (n. 1896)
- 2 agosto - Carlos Chávez, compositore e direttore d'orchestra messicano (n. 1899)
- 2 agosto - Antony Noghès, dirigente sportivo monegasco (n. 1890)
- 2 agosto - Battista Tresoldi, calciatore italiano (n. 1930)
- 3 agosto - Luo Ruiqing, politico e generale cinese (n. 1906)
- 3 agosto - Juan López, velocista uruguaiano (n. 1926)
- 3 agosto - Aleksandrs Priede, calciatore lettone (n. 1907)
- 3 agosto - Einar Wilhelms, calciatore norvegese (n. 1895)
- 4 agosto - Lilja Jur'evna Brik, scrittrice, attrice e scultrice sovietica (n. 1891)
- 4 agosto - Tinsley Randolph Harrison, medico statunitense (n. 1900)
- 4 agosto - Antonio Priolo, patriota e politico italiano (n. 1891)
- 5 agosto - Dutch Clark, giocatore di football americano statunitense (n. 1906)
- 5 agosto - Jesse Haines, giocatore di baseball e allenatore di baseball statunitense (n. 1893)
- 5 agosto - Ernst Melchior, allenatore di calcio e calciatore austriaco (n. 1920)
- 5 agosto - Queenie Smith, attrice, cantante e ballerina statunitense (n. 1898)
- 5 agosto - Carlo Vidusso, pianista italiano (n. 1911)
- 6 agosto - Tomiji Koyanagi, ammiraglio giapponese (n. 1893)
- 6 agosto - Carlos Medrano, calciatore argentino (n. 1933)
- 6 agosto - Vincenzo Miccolupi, architetto italiano (n. 1894)
- 6 agosto - Papa Paolo VI, papa, cardinale e arcivescovo cattolico italiano (n. 1897)
- 6 agosto - Frank Shea, velocista statunitense (n. 1894)
- 6 agosto - Felicissimo Stefano Tinivella, arcivescovo cattolico italiano (n. 1908)
- 7 agosto - Eddie Calvert, trombettista britannico (n. 1922)
- 7 agosto - Valentine Penrose, scrittrice e artista francese (n. 1898)
- 8 agosto - Felice Cinotti, veterinario e fotografo italiano (n. 1878)
- 8 agosto - Marie-Thérèse Eyquem, attivista francese (n. 1913)
- 8 agosto - Joachim O. Fernández, politico statunitense (n. 1896)
- 8 agosto - Victor Hasselblad, ingegnere e inventore svedese (n. 1906)
- 9 agosto - Franco Capaldo, cantante italiano (n. 1901)
- 9 agosto - James Gould Cozzens, scrittore statunitense (n. 1903)
- 9 agosto - Lajos Keresztes, lottatore ungherese (n. 1900)
- 11 agosto - Angelo Bredo, calciatore italiano (n. 1915)
- 11 agosto - Mario Varglien, calciatore e allenatore di calcio italiano (n. 1905)
- 12 agosto - John Williams, pilota motociclistico britannico (n. 1946)
- 13 agosto - Tavrion Batozskij, monaco cristiano, presbitero e religioso russo (n. 1898)
- 13 agosto - Stuart Robert Glass, avventuriero e velista canadese (n. 1951)
- 13 agosto - Ferenc Kiss, attore ungherese (n. 1892)
- 13 agosto - Lonnie Mayne, wrestler statunitense (n. 1944)
- 14 agosto - Renato Kehl, medico e scrittore brasiliano (n. 1889)
- 14 agosto - Joe Venuti, violinista statunitense (n. 1903)
- 15 agosto - Viggo Brun, matematico norvegese (n. 1885)
- 15 agosto - Leo Lemešić, calciatore, allenatore di calcio e arbitro di calcio jugoslavo (n. 1908)
- 15 agosto - Mike Novak, cestista statunitense (n. 1915)
- 15 agosto - Ivan Vladimirovič Tjulenev, generale sovietico (n. 1892)
- 15 agosto - Fulco di Verdura, artista e nobile italiano (n. 1898)
- 16 agosto - Jean Acker, attrice statunitense (n. 1893)
- 16 agosto - Ignazio Guidi, architetto e urbanista italiano (n. 1904)
- 16 agosto - Muhammad Ma Jian, linguista e traduttore cinese (n. 1906)
- 16 agosto - Tjarda van Starkenborgh Stachouwer, diplomatico e politico olandese (n. 1888)
- 16 agosto - Mario Vaghi, politico italiano (n. 1922)
- 16 agosto - Paul Yu Bin, cardinale e arcivescovo cattolico cinese (n. 1901)
- 17 agosto - Ahmet Kireççi, lottatore turco (n. 1914)
- 17 agosto - Carlo Mastrosimone, politico italiano (n. 1903)
- 17 agosto - Vera Mareckaja, attrice sovietica (n. 1906)
- 19 agosto - Max Mallowan, archeologo britannico (n. 1904)
- 19 agosto - Rich Parks, cestista statunitense (n. 1943)
- 20 agosto - Battista Cardinale, lottatore italiano (n. 1895)
- 20 agosto - Nicola Grosa, antifascista e partigiano italiano (n. 1904)
- 20 agosto - Diana Budisavljević, attivista austriaca (n. 1891)
- 21 agosto - Nicolaas Johannes Diederichs, politico sudafricano (n. 1903)
- 21 agosto - Charles Eames, designer, architetto e regista statunitense (n. 1907)
- 21 agosto - Norbert Conrad Kaser, poeta e scrittore italiano (n. 1947)
- 22 agosto - Piero Caleffi, politico, partigiano e antifascista italiano (n. 1901)
- 22 agosto - Helena Kagan, medico israeliano (n. 1889)
- 22 agosto - Jomo Kenyatta, politico keniota (n. 1889)
- 22 agosto - Stefano Pugliese, ammiraglio italiano (n. 1901)
- 22 agosto - Ignazio Silone, scrittore, giornalista e politico italiano (n. 1900)
- 23 agosto - Giuseppe Colizzi, regista, sceneggiatore e produttore cinematografico italiano (n. 1925)
- 23 agosto - Raffaele de Courten, ammiraglio e politico italiano (n. 1888)
- 23 agosto - Oleg Karavaev, lottatore sovietico (n. 1936)
- 23 agosto - Károly Levitzky, canottiere ungherese (n. 1885)
- 24 agosto - Kathleen Kenyon, archeologa britannica (n. 1906)
- 24 agosto - Pat Paterson, attrice inglese (n. 1910)
- 24 agosto - Louis Prima, musicista e cantante statunitense (n. 1910)
- 24 agosto - Baldo Rossi, musicista italiano (n. 1914)
- 24 agosto - Albert Sercu, ciclista su strada, pistard e dirigente sportivo belga (n. 1918)
- 24 agosto - Francesco Valli, storico e biografo italiano (n. 1900)
- 25 agosto - Mario Cotellessa, politico italiano (n. 1897)
- 26 agosto - Charles Boyer, attore francese (n. 1899)
- 26 agosto - José Manuel Moreno, calciatore argentino (n. 1916)
- 26 agosto - Attilio Morini, politico e antifascista italiano (n. 1904)
- 26 agosto - Umberto Preziotti, dirigente pubblico, architetto e militare italiano (n. 1893)
- 27 agosto - Gordon Matta-Clark, artista e architetto statunitense (n. 1943)
- 28 agosto - Bruce Catton, giornalista e storico statunitense (n. 1899)
- 28 agosto - Maximilienne, attrice francese (n. 1884)
- 28 agosto - Robert Shaw, attore e scrittore britannico (n. 1927)
- 29 agosto - Rudolf Geiter, calciatore austriaco (n. 1913)
- 29 agosto - Karl Hartl, regista, sceneggiatore e produttore cinematografico austriaco (n. 1899)
- 29 agosto - Emma Roldán, attrice e costumista messicana (n. 1893)
- 29 agosto - Luigi Vannucchi, attore italiano (n. 1930)
- 30 agosto - Antonio Esposito Ferraioli, sindacalista italiano (n. 1951)
- 30 agosto - Paulette McDonagh, regista e sceneggiatrice australiana (n. 1901)
- 30 agosto - Tetsurō Noborisaka, cestista giapponese (n. 1934)
- 30 agosto - Michail Semičastnyj, calciatore e allenatore di calcio sovietico (n. 1910)
- 30 agosto - Gertruida Wijsmuller-Meijer, attivista olandese (n. 1896)
- 30 agosto - Henryk Zygalski, matematico e crittografo polacco (n. 1908)
- 31 agosto - Ángel Bossio, calciatore argentino (n. 1905)
- 31 agosto - Elpidio Coppa, calciatore e allenatore di calcio italiano (n. 1914)
- 31 agosto - Lee Garmes, direttore della fotografia statunitense (n. 1898)
- 31 agosto - Sylvia Shaw Judson, scultrice statunitense (n. 1897)
- 31 agosto - Musa al-Sadr, religioso e politico libanese (n. 1928)
- 31 agosto - Edwin Myers, astista statunitense (n. 1896)
- 31 agosto - Paola Ojetti, sceneggiatrice, traduttrice e critica cinematografica italiana (n. 1911)

## Settembre(95)
- 1º settembre - László Fodor, commediografo e giornalista ungherese (n. 1898)
- 1º settembre - Jenny-Laure Garcin, pittrice, regista e critica d'arte francese (n. 1896)
- 1º settembre - Jules Merviel, ciclista su strada e pistard francese (n. 1906)
- 2 settembre - Giuseppe Cellai, calciatore italiano (n. 1922)
- 2 settembre - Adalgiso Fior, poeta italiano (n. 1916)
- 2 settembre - Aldo Masseglia, cantante italiano (n. 1903)
- 3 settembre - Mario Botter, restauratore italiano (n. 1896)
- 3 settembre - Karin Molander, attrice e attrice teatrale svedese (n. 1889)
- 3 settembre - Ottorino Visconti di Modrone, nobile e attore italiano (n. 1909)
- 4 settembre - Herbert Dingle, fisico e filosofo inglese (n. 1890)
- 4 settembre - Ștefan Odobleja, medico rumeno (n. 1902)
- 4 settembre - Mario Palanti, architetto italiano (n. 1885)
- 5 settembre - Max Décugis, tennista francese (n. 1882)
- 5 settembre - Mayo D. Hersey, ingegnere e fisico statunitense (n. 1886)
- 5 settembre - Joe Negroni, cantante portoricano (n. 1940)
- 5 settembre - Nikodim Rotov, arcivescovo ortodosso russo (n. 1929)
- 5 settembre - Carlo Zanmatti, ingegnere italiano (n. 1896)
- 6 settembre - Adolf Dassler, imprenditore tedesco (n. 1900)
- 6 settembre - Harry Wilson, attore britannico (n. 1897)
- 7 settembre - Herman Legger, calciatore olandese (n. 1895)
- 7 settembre - Keith Moon, batterista britannico (n. 1946)
- 7 settembre - Giuseppe Mozzoni, pittore italiano (n. 1887)
- 8 settembre - Giuseppe Calderone, mafioso italiano (n. 1925)
- 8 settembre - Joseph Cerrito, mafioso italiano (n. 1911)
- 8 settembre - Francesco Maugeri, ammiraglio italiano (n. 1898)
- 8 settembre - Jean Nicolas, calciatore francese (n. 1913)
- 8 settembre - Rinaldo Piazzalunga, calciatore italiano (n. 1899)
- 8 settembre - Osvaldo Savio, arbitro di calcio italiano (n. 1909)
- 8 settembre - Leopoldo Torre Nilsson, regista, produttore cinematografico e sceneggiatore argentino (n. 1924)
- 8 settembre - Pančo Vladigerov, compositore, insegnante e pianista bulgaro (n. 1899)
- 8 settembre - Ricardo Zamora, allenatore di calcio e calciatore spagnolo (n. 1901)
- 9 settembre - Eulogio Cantillo, generale cubano (n. 1911)
- 9 settembre - Marcel Lods, architetto e urbanista francese (n. 1891)
- 9 settembre - Hugh MacDiarmid, poeta scozzese (n. 1892)
- 9 settembre - Clifford McLaglen, attore britannico (n. 1892)
- 9 settembre - Jack L. Warner, produttore cinematografico canadese (n. 1892)
- 9 settembre - Mohamed Belhassan Wazzani, giornalista e politico marocchino (n. 1910)
- 10 settembre - Nelson Oyarzún, allenatore di calcio cileno (n. 1943)
- 11 settembre - Omar Browning, cestista e allenatore di pallacanestro statunitense (n. 1911)
- 11 settembre - Manlio Faggella, avvocato, filologo e traduttore italiano (n. 1894)
- 11 settembre - Valerian Gracias, cardinale e arcivescovo cattolico indiano (n. 1900)
- 11 settembre - Georgi Markov, scrittore bulgaro (n. 1929)
- 11 settembre - Kō Nakahira, regista giapponese (n. 1926)
- 11 settembre - Ronnie Peterson, pilota automobilistico svedese (n. 1944)
- 12 settembre - Frank Ferguson, attore statunitense (n. 1906)
- 12 settembre - Otto Eduard Hasse, attore e doppiatore tedesco (n. 1903)
- 12 settembre - Andreas Johansen, calciatore norvegese (n. 1901)
- 13 settembre - Pasquale Cappuccio, avvocato e politico italiano (n. 1934)
- 13 settembre - Mladen Ramljak, calciatore jugoslavo (n. 1945)
- 13 settembre - Adriano Tournon, ingegnere, imprenditore e politico italiano (n. 1883)
- 14 settembre - Aldo Bruscaglioni, latinista e grecista italiano (n. 1902)
- 14 settembre - Jone Morino, attrice italiana (n. 1896)
- 15 settembre - Willy Messerschmitt, progettista, imprenditore e ingegnere tedesco (n. 1898)
- 15 settembre - Edmund Crispin, scrittore e compositore britannico (n. 1921)
- 16 settembre - Bill Foster, giocatore di baseball statunitense (n. 1904)
- 16 settembre - Väinö Kajander, lottatore finlandese (n. 1893)
- 16 settembre - Semën Krivošein, generale sovietico (n. 1899)
- 16 settembre - Barna Occhini, scrittore, storico dell'arte e giornalista italiano (n. 1905)
- 17 settembre - Jack Simmons, giocatore di football americano statunitense (n. 1924)
- 17 settembre - Waltencir, calciatore brasiliano (n. 1946)
- 18 settembre - Maro Ajemian, pianista statunitense (n. 1912)
- 18 settembre - John Crammond, skeletonista britannico (n. 1906)
- 18 settembre - Håkon Johannessen, calciatore norvegese (n. 1912)
- 18 settembre - Guido Leoni, liutaio italiano (n. 1902)
- 18 settembre - Henri Roessler, calciatore francese (n. 1910)
- 18 settembre - Osvaldo Salamina, calciatore italiano (n. 1897)
- 18 settembre - Ann Shoemaker, attrice statunitense (n. 1891)
- 19 settembre - Étienne Gilson, filosofo e storico della filosofia francese (n. 1884)
- 19 settembre - Jesús Glaría Jordán, calciatore spagnolo (n. 1942)
- 19 settembre - Dante Valentino, allenatore di calcio e calciatore italiano (n. 1905)
- 21 settembre - Petronella van Randwijk, ginnasta olandese (n. 1905)
- 22 settembre - Lina Carstens, attrice e doppiatrice tedesca (n. 1892)
- 22 settembre - Richard Greenberg, pallanuotista statunitense (n. 1902)
- 22 settembre - Jean Guéhenno, letterato e critico letterario francese (n. 1890)
- 22 settembre - Jack Shaindlin, musicista, compositore e direttore d'orchestra russo (n. 1909)
- 23 settembre - Luigi Filippo Benedettini, militare e politico italiano (n. 1898)
- 23 settembre - Charles James, stilista britannico (n. 1906)
- 23 settembre - Gary Chapman, nuotatore australiano (n. 1937)
- 24 settembre - Jay Adler, attore statunitense (n. 1896)
- 24 settembre - Paul-Jacques Bonzon, scrittore francese (n. 1908)
- 24 settembre - Roberto De Robertis, pittore italiano (n. 1910)
- 24 settembre - Ruth Etting, cantante e attrice statunitense (n. 1896)
- 24 settembre - Hasso von Manteuffel, generale e politico tedesco (n. 1897)
- 25 settembre - Luigi Allemandi, dirigente sportivo, allenatore di calcio e calciatore italiano (n. 1903)
- 26 settembre - Jan Parandowski, scrittore e docente polacco (n. 1895)
- 26 settembre - Palmiro Luigi Pastorelli, calciatore italiano (n. 1898)
- 26 settembre - Manne Siegbahn, fisico svedese (n. 1886)
- 27 settembre - Giuseppe Gracceva, partigiano e politico italiano (n. 1906)
- 27 settembre - Nereo Marini, allenatore di calcio e calciatore italiano (n. 1908)
- 28 settembre - Kurt Brasack, generale tedesco (n. 1892)
- 28 settembre - Papa Giovanni Paolo I, papa, vescovo cattolico e cardinale italiano (n. 1912)
- 28 settembre - Neil Johnston, cestista e allenatore di pallacanestro statunitense (n. 1929)
- 29 settembre - Giuseppe Arcaini, politico italiano (n. 1901)
- 29 settembre - André Steiner, fotografo ungherese (n. 1901)
- 30 settembre - Edgar Bergen, attore e conduttore radiofonico statunitense (n. 1903)

## Ottobre(82)
- 1º ottobre - Joseph Colombo, mafioso statunitense (n. 1923)
- 1º ottobre - Alfredo Maria Obviar y Aranda, vescovo cattolico filippino (n. 1889)
- 1º ottobre - Charles Pacôme, lottatore francese (n. 1902)
- 3 ottobre - Vasilij Michajlovič Andrianov, politico sovietico (n. 1902)
- 3 ottobre - Aleksandr Belov, cestista sovietico (n. 1951)
- 3 ottobre - Frediano Frediani, architetto italiano (n. 1897)
- 3 ottobre - Octavia Handworth, attrice statunitense (n. 1887)
- 3 ottobre - Alfred Strange, calciatore inglese (n. 1900)
- 4 ottobre - Giuseppe Menotti De Francesco, giurista e politico italiano (n. 1885)
- 4 ottobre - Roy Lee Dennis, statunitense (n. 1961)
- 4 ottobre - József Erdélyi, poeta ungherese (n. 1896)
- 5 ottobre - Myrtle Anderson, attrice statunitense (n. 1907)
- 5 ottobre - Harold Barron, ostacolista statunitense (n. 1894)
- 5 ottobre - Attilio Castrogiovanni, politico e avvocato italiano (n. 1908)
- 5 ottobre - José Luccioni, tenore francese (n. 1903)
- 6 ottobre - Claudio Miccoli, ambientalista italiano (n. 1958)
- 6 ottobre - Johnny O'Keefe, cantante australiano (n. 1935)
- 7 ottobre - Henry Corbin, orientalista, storico della filosofia e traduttore francese (n. 1903)
- 7 ottobre - Oliviero Serdoz, calciatore italiano (n. 1907)
- 8 ottobre - Walter Corsanini, calciatore italiano (n. 1911)
- 8 ottobre - Amerigo Manzini, giornalista, commediografo e attore italiano (n. 1883)
- 8 ottobre - Karl Swenson, attore statunitense (n. 1908)
- 9 ottobre - Jacques Brel, cantautore, compositore e attore belga (n. 1929)
- 10 ottobre - John Randolph Bray, animatore e fumettista statunitense (n. 1879)
- 10 ottobre - Ralph Marterie, musicista italiano (n. 1914)
- 10 ottobre - Kathryn McGuire, ballerina e attrice statunitense (n. 1903)
- 10 ottobre - Ralph Metcalfe, velocista e politico statunitense (n. 1910)
- 10 ottobre - Ernst Zindel, ingegnere aeronautico e imprenditore tedesco (n. 1897)
- 11 ottobre - Goodloe Byron, politico, militare e avvocato statunitense (n. 1929)
- 11 ottobre - Andrea Milani, calciatore italiano (n. 1919)
- 11 ottobre - Alfredo Paolella, antropologo e medico italiano (n. 1928)
- 12 ottobre - Jack Diment, calciatore scozzese (n. 1885)
- 12 ottobre - Luigi Fantini, archivista, speleologo e archeologo italiano (n. 1895)
- 12 ottobre - Vittorio Ramello, calciatore italiano (n. 1902)
- 12 ottobre - Nancy Spungen, statunitense (n. 1958)
- 13 ottobre - Angelo Bollano, calciatore italiano (n. 1918)
- 14 ottobre - Luigi Angrisani, politico e medico italiano (n. 1905)
- 14 ottobre - Bolesław Filipiak, cardinale e arcivescovo cattolico polacco (n. 1901)
- 14 ottobre - Vladimir Michajlovič Mjasiščev, ingegnere aeronautico sovietico (n. 1902)
- 14 ottobre - Spasoje Nikolić, calciatore e allenatore di calcio jugoslavo (n. 1922)
- 15 ottobre - Thomas Reid MacDonald, pittore canadese (n. 1908)
- 15 ottobre - William Eugene Smith, fotoreporter statunitense (n. 1918)
- 15 ottobre - Giulio Stella, fisiologo italiano (n. 1899)
- 15 ottobre - Carmine Tramunti, mafioso statunitense (n. 1910)
- 16 ottobre - Edmondo Bacci, pittore italiano (n. 1913)
- 16 ottobre - Dan Dailey, attore, ballerino e cantante statunitense (n. 1915)
- 16 ottobre - Lorenzo Niccolai, calciatore italiano (n. 1904)
- 17 ottobre - Jean Améry, superstite dell'Olocausto e scrittore austriaco (n. 1912)
- 17 ottobre - Gertrude Mary Cox, statistica statunitense (n. 1900)
- 17 ottobre - Gösta Danielsson, scacchista svedese (n. 1912)
- 17 ottobre - Giovanni Gronchi, politico italiano (n. 1887)
- 17 ottobre - Saverio Marra, fotografo italiano (n. 1894)
- 18 ottobre - Ramón Mercader, agente segreto spagnolo (n. 1913)
- 18 ottobre - Vladimir Vajnštok, regista e sceneggiatore sovietico (n. 1908)
- 19 ottobre - Paolo Buchner, zoologo tedesco (n. 1886)
- 19 ottobre - Felix Cameroni, clarinettista italiano (n. 1916)
- 19 ottobre - Gig Young, attore statunitense (n. 1913)
- 20 ottobre - Bernhard Karlgren, linguista, filologo e sinologo svedese (n. 1889)
- 20 ottobre - Gunnar Nilsson, pilota automobilistico svedese (n. 1948)
- 20 ottobre - Renzo Ricci, attore e regista teatrale italiano (n. 1899)
- 20 ottobre - Zdzisław Styczeń, calciatore polacco (n. 1894)
- 21 ottobre - Elio Ferrazzi, calciatore italiano (n. 1932)
- 21 ottobre - Toivo Hyytiäinen, giavellottista finlandese (n. 1925)
- 21 ottobre - Anastas Ivanovič Mikojan, politico sovietico (n. 1895)
- 22 ottobre - Emilio Brenta, ammiraglio italiano (n. 1889)
- 22 ottobre - Mischa Epper, artista olandese (n. 1901)
- 22 ottobre - Kurt Langenbein, calciatore tedesco (n. 1910)
- 23 ottobre - Maybelle Carter, artista statunitense (n. 1909)
- 23 ottobre - Roman Petrovič Romanov, principe russo (n. 1896)
- 23 ottobre - Vic Woodley, calciatore inglese (n. 1910)
- 24 ottobre - Francisco Luis Bernárdez, poeta e diplomatico argentino (n. 1900)
- 25 ottobre - Guido Testolina, calciatore e allenatore di calcio italiano (n. 1911)
- 26 ottobre - Alexander Gerschenkron, economista russo (n. 1904)
- 27 ottobre - Robert Giertsen, velista norvegese (n. 1894)
- 28 ottobre - John Moore Allison, diplomatico statunitense (n. 1905)
- 28 ottobre - Geoffrey Unsworth, direttore della fotografia britannico (n. 1914)
- 29 ottobre - Eugen Mack, ginnasta svizzero (n. 1907)
- 29 ottobre - Ida Noddack, chimica e fisica tedesca (n. 1896)
- 29 ottobre - Carlo Payer, calciatore italiano (n. 1890)
- 29 ottobre - Mario Pontremoli, dirigente d'azienda, partigiano e ufficiale italiano (n. 1896)
- 30 ottobre - Wallace MacDonald, attore e produttore cinematografico canadese (n. 1891)
- 31 ottobre - František Šterc, calciatore cecoslovacco (n. 1912)

## Novembre(91)
- 1º novembre - Giuseppe Berto, scrittore, drammaturgo e sceneggiatore italiano (n. 1914)
- 1º novembre - Charles Brommesson, calciatore svedese (n. 1903)
- 2 novembre - Lilli Kann, attrice tedesca (n. 1893)
- 2 novembre - Ottorino Schreiber, generale italiano (n. 1890)
- 3 novembre - Michel Godin, schermidore francese (n. 1908)
- 3 novembre - Marian Winters, attrice statunitense (n. 1920)
- 4 novembre - Marion Palfi, fotografa statunitense (n. 1907)
- 4 novembre - Adhemar Serpa, pallanuotista brasiliano (n. 1898)
- 5 novembre - Denis O'Dea, attore irlandese (n. 1905)
- 6 novembre - Harry Bertoia, scultore e designer italiano (n. 1915)
- 6 novembre - Sergio Susmel, calciatore italiano (n. 1923)
- 6 novembre - Heiri Suter, ciclista su strada e pistard svizzero (n. 1899)
- 7 novembre - Hermann Gauch, militare tedesco (n. 1899)
- 7 novembre - Raffaele Ottani, politico italiano (n. 1886)
- 7 novembre - Gene Tunney, pugile statunitense (n. 1897)
- 8 novembre - Luigi Bennani, avvocato e politico italiano (n. 1884)
- 8 novembre - Roberto Capone, attivista e terrorista italiano (n. 1954)
- 8 novembre - Giuseppe Pagliei, militare e poliziotto italiano (n. 1949)
- 8 novembre - Jan Paulin, calciatore cecoslovacco (n. 1897)
- 8 novembre - Norman Rockwell, pittore e illustratore statunitense (n. 1894)
- 9 novembre - Jorge Carrera Andrade, poeta e storico ecuadoriano (n. 1902)
- 9 novembre - Virgilio Guzzi, pittore italiano (n. 1902)
- 9 novembre - Florence Marly, attrice ceca (n. 1919)
- 9 novembre - Dener Pamplona de Abreu, stilista brasiliano (n. 1937)
- 9 novembre - Teofano Ubaldo Stella, vescovo cattolico e missionario italiano (n. 1910)
- 9 novembre - Thérèse Tréfouël, biochimica francese (n. 1892)
- 10 novembre - Theo Lingen, attore, regista e sceneggiatore tedesco (n. 1903)
- 11 novembre - Gaudenzio Bono, imprenditore italiano (n. 1901)
- 11 novembre - Bennie Borgmann, cestista, giocatore di baseball e allenatore di pallacanestro statunitense (n. 1899)
- 11 novembre - Karl Ehmer, calciatore tedesco (n. 1906)
- 12 novembre - Len Capewell, calciatore inglese (n. 1895)
- 13 novembre - Beniamino Rosati, medico e ambientalista italiano (n. 1881)
- 14 novembre - Sigismondo di Prussia, nobile tedesco (n. 1896)
- 14 novembre - Ugo Tarchi, architetto e storico dell'arte italiano (n. 1887)
- 15 novembre - Olga Giannini, politica italiana (n. 1896)
- 15 novembre - Margaret Mead, antropologa statunitense (n. 1901)
- 16 novembre - Claude Dauphin, attore francese (n. 1903)
- 17 novembre - Sait Altınordu, calciatore turco (n. 1912)
- 17 novembre - Milič Blahout, alpinista cecoslovacco (n. 1930)
- 17 novembre - Vladimir Gajdarov, attore e regista russo (n. 1893)
- 17 novembre - Gino Visentin, calciatore italiano (n. 1903)
- 18 novembre - Fede Cheti, artista e imprenditrice italiana (n. 1905)
- 18 novembre - Giulio D'Anna, pittore e editore italiano (n. 1908)
- 18 novembre - Pablo Dorado, calciatore uruguaiano (n. 1908)
- 18 novembre - Jim Jones, predicatore e criminale statunitense (n. 1931)
- 18 novembre - Odette Myrtil, attrice, cantante e violinista statunitense (n. 1898)
- 18 novembre - Leo Ryan, politico e docente statunitense (n. 1925)
- 18 novembre - Jiří Skobla, pesista cecoslovacco (n. 1930)
- 18 novembre - Lennie Tristano, pianista e compositore statunitense (n. 1919)
- 19 novembre - Ernst Eikhof, calciatore tedesco (n. 1892)
- 20 novembre - Giorgio de Chirico, pittore, scultore e scrittore italiano (n. 1888)
- 20 novembre - Ilean Hume, attrice canadese (n. 1896)
- 20 novembre - Leslie Hurry, pittore, scenografo e costumista britannico (n. 1909)
- 20 novembre - Olga Orgonista, pattinatrice artistica su ghiaccio ungherese (n. 1901)
- 20 novembre - Jens August Schade, scrittore danese (n. 1903)
- 21 novembre - Guido Gambarini, musicista e compositore italiano (n. 1907)
- 21 novembre - Hermann Hänggi, ginnasta svizzero (n. 1894)
- 21 novembre - Francesco Giacomo Tricomi, matematico italiano (n. 1897)
- 22 novembre - Sergio Trevisan, calciatore italiano (n. 1916)
- 23 novembre - Jacques Bergier, giornalista e scrittore francese (n. 1912)
- 23 novembre - Mario Bonfantini, scrittore, critico letterario e sceneggiatore italiano (n. 1904)
- 23 novembre - Hadj M'hamed El Anka, cantante algerino (n. 1907)
- 23 novembre - Hanns Johst, poeta, drammaturgo e scrittore tedesco (n. 1890)
- 23 novembre - Ottorino Marcolini, presbitero italiano (n. 1897)
- 23 novembre - George Wilson, giocatore di football americano, allenatore di football americano e cestista statunitense (n. 1914)
- 24 novembre - Hirofumi Daimatsu, allenatore di pallavolo e politico giapponese (n. 1921)
- 24 novembre - Jurij Naumovič Lipskij, astronomo sovietico (n. 1909)
- 24 novembre - Gaspard Rinaldi, ciclista su strada francese (n. 1909)
- 24 novembre - Warren Weaver, scienziato e matematico statunitense (n. 1894)
- 25 novembre - Carmela Carabelli, mistica italiana (n. 1910)
- 25 novembre - Raoul Chaisaz, calciatore francese (n. 1908)
- 25 novembre - Fritz Feierabend, bobbista svizzero (n. 1908)
- 25 novembre - Elena Freda, matematica italiana (n. 1890)
- 25 novembre - Boris Kazakov, calciatore e allenatore di calcio sovietico (n. 1940)
- 25 novembre - Eduard Stiefel, matematico svizzero (n. 1909)
- 26 novembre - Ford Beebe, sceneggiatore, regista e produttore cinematografico statunitense (n. 1888)
- 26 novembre - Mimo Billi, attore italiano (n. 1915)
- 26 novembre - Frank Rosolino, trombonista statunitense (n. 1926)
- 27 novembre - Annette Frances Braun, entomologa statunitense (n. 1884)
- 27 novembre - Josef Hirtreiter, militare tedesco (n. 1909)
- 27 novembre - Roberto Larraz, schermidore argentino (n. 1898)
- 27 novembre - Harvey Milk, politico statunitense (n. 1930)
- 27 novembre - George Moscone, politico statunitense (n. 1929)
- 27 novembre - Susan Shaw, attrice inglese (n. 1929)
- 27 novembre - Ernst Schirlitz, ammiraglio tedesco (n. 1893)
- 27 novembre - Joseph Marie Trịnh Như Khuê, cardinale e arcivescovo cattolico vietnamita (n. 1898)
- 28 novembre - Antonio Liberti, imprenditore e dirigente sportivo argentino (n. 1901)
- 28 novembre - André Morell, attore britannico (n. 1909)
- 28 novembre - Fernando Peyroteo, calciatore e allenatore di calcio portoghese (n. 1918)
- 28 novembre - Carlo Scarpa, architetto e designer italiano (n. 1906)
- 29 novembre - Baltasar Albéniz, allenatore di calcio e calciatore spagnolo (n. 1905)

## Dicembre(99)
- 3 dicembre - John Bevan, militare britannico (n. 1894)
- 3 dicembre - György Csányi, velocista ungherese (n. 1922)
- 3 dicembre - Ivan Petrovič Kavaleridze, regista cinematografico e scultore ucraino (n. 1887)
- 3 dicembre - William Grant Still, compositore e direttore d'orchestra statunitense (n. 1895)
- 4 dicembre - Henrique Ben David, calciatore portoghese (n. 1926)
- 4 dicembre - Loring Coes Junior, chimico statunitense (n. 1915)
- 4 dicembre - Rino Erler, militare italiano (n. 1913)
- 4 dicembre - Samuel Abraham Goudsmit, fisico olandese (n. 1902)
- 4 dicembre - Sverre Nordby, calciatore norvegese (n. 1910)
- 4 dicembre - Rudolf Svensson, lottatore svedese (n. 1899)
- 5 dicembre - Dajos Béla, violinista e direttore d'orchestra ucraino (n. 1897)
- 5 dicembre - Irénée Hausherr, gesuita francese (n. 1891)
- 5 dicembre - Steve Mitchell, cestista statunitense (n. 1952)
- 5 dicembre - Riccardo Palanti, pittore e decoratore italiano (n. 1893)
- 5 dicembre - Carlos Riolfo, calciatore uruguaiano (n. 1905)
- 6 dicembre - Antonietta Cherillo, calciatrice italiana (n. 1955)
- 6 dicembre - Giuseppe Cortese, politico italiano (n. 1908)
- 7 dicembre - I. Stanford Jolley, attore statunitense (n. 1900)
- 7 dicembre - Danilo Paris, politico italiano (n. 1910)
- 7 dicembre - Arthur Trumbull Warner, militare e aviatore statunitense (n. 1916)
- 7 dicembre - Alexander Wetmore, ornitologo, paleontologo e biologo statunitense (n. 1886)
- 8 dicembre - Guido Luigi Bentivoglio, arcivescovo cattolico italiano (n. 1899)
- 8 dicembre - Ferruccio Ferrazzi, pittore e scultore italiano (n. 1891)
- 8 dicembre - Golda Meir, politica israeliana (n. 1898)
- 9 dicembre - Eugenia Gilbert, attrice statunitense (n. 1902)
- 9 dicembre - Ed Healey, giocatore di football americano statunitense (n. 1894)
- 9 dicembre - Silvano Montanari, politico italiano (n. 1921)
- 10 dicembre - Emilio Portes Gil, politico messicano (n. 1890)
- 10 dicembre - Fausto Tozzi, attore e sceneggiatore italiano (n. 1921)
- 10 dicembre - Ed Wood, regista, sceneggiatore e produttore cinematografico statunitense (n. 1924)
- 11 dicembre - Italo Bandini, calciatore italiano (n. 1905)
- 11 dicembre - Flaminio Bollini, regista e sceneggiatore italiano (n. 1924)
- 11 dicembre - Vincent du Vigneaud, biochimico statunitense (n. 1901)
- 11 dicembre - Raúl Alberto Lastiri, politico argentino (n. 1915)
- 12 dicembre - Keith Ellis, bassista britannico (n. 1946)
- 12 dicembre - Il'ja Abramovič Kan, scacchista russo (n. 1909)
- 12 dicembre - Francesco Locatelli, ciclista su strada italiano (n. 1920)
- 12 dicembre - Fay Compton, attrice inglese (n. 1894)
- 12 dicembre - Paolo Minganti, orientalista, arabista e islamista italiano (n. 1925)
- 12 dicembre - Hermann Springer, calciatore svizzero (n. 1908)
- 13 dicembre - Bill Gorman, calciatore irlandese (n. 1911)
- 14 dicembre - Antonino Cuttitta, militare e politico italiano (n. 1893)
- 14 dicembre - Egil Jacobsen, calciatore norvegese (n. 1899)
- 14 dicembre - Salvador de Madariaga, diplomatico, politico e scrittore spagnolo (n. 1886)
- 14 dicembre - Giovanni Melarangelo, pittore italiano (n. 1903)
- 14 dicembre - Edmundo Suárez, calciatore e allenatore di calcio spagnolo (n. 1916)
- 15 dicembre - Silvio Ferri, archeologo italiano (n. 1890)
- 15 dicembre - Edgar Lustgarten, conduttore televisivo e scrittore inglese (n. 1907)
- 15 dicembre - Alberto Rio, calciatore portoghese (n. 1892)
- 15 dicembre - Chill Wills, attore e cantante statunitense (n. 1902)
- 16 dicembre - Enzo Bandelloni, ingegnere italiano (n. 1929)
- 16 dicembre - Lelio Basso, avvocato, giornalista e antifascista italiano (n. 1903)
- 16 dicembre - Blanche Calloway, cantante statunitense (n. 1902)
- 16 dicembre - Bruno Coceani, prefetto e storico italiano (n. 1893)
- 16 dicembre - Heinrich Matthes, militare tedesco (n. 1902)
- 17 dicembre - Luigi Aversano, pittore e militare italiano (n. 1894)
- 17 dicembre - Don Ellis, trombettista e compositore statunitense (n. 1934)
- 17 dicembre - Josef Frings, cardinale e arcivescovo cattolico tedesco (n. 1887)
- 17 dicembre - Eccard von Gablenz, generale tedesco (n. 1891)
- 18 dicembre - Aleksandr Aleksandrovič Archangel'skij, ingegnere aeronautico sovietico (n. 1892)
- 18 dicembre - Harold Lasswell, politologo statunitense (n. 1902)
- 18 dicembre - Sergio Méndez, calciatore salvadoregno (n. 1942)
- 18 dicembre - Angelo Oliviero, calciatore italiano (n. 1919)
- 19 dicembre - Pedro Cantero Cuadrado, arcivescovo cattolico spagnolo (n. 1902)
- 19 dicembre - Moss Christie, nuotatore australiano (n. 1902)
- 19 dicembre - Jean Claessens, calciatore belga (n. 1908)
- 19 dicembre - Duncan Lamont, attore britannico (n. 1918)
- 20 dicembre - Antonino Piscitello, politico italiano (n. 1926)
- 20 dicembre - Robin Reed, lottatore statunitense (n. 1899)
- 21 dicembre - Roger Caillois, scrittore, sociologo e antropologo francese (n. 1913)
- 21 dicembre - Shūji Sano, attore giapponese (n. 1912)
- 21 dicembre - Anton Ukmar, politico e partigiano italiano (n. 1900)
- 21 dicembre - Allen West, criminale statunitense (n. 1929)
- 22 dicembre - Rochus Gliese, scenografo, regista e attore tedesco (n. 1891)
- 22 dicembre - Mária Mednyánszky, tennistavolista ungherese (n. 1901)
- 22 dicembre - Tecla Scarano, attrice italiana (n. 1894)
- 23 dicembre - Barbara Castleton, attrice statunitense (n. 1894)
- 23 dicembre - Enzo Di Pisa, autore televisivo italiano (n. 1945)
- 23 dicembre - Misao Tamai, calciatore giapponese (n. 1903)
- 24 dicembre - Philip Khuri Hitti, orientalista libanese (n. 1886)
- 24 dicembre - Stan Seymour, calciatore, allenatore di calcio e dirigente sportivo inglese (n. 1895)
- 25 dicembre - Raymond Braine, calciatore belga (n. 1907)
- 25 dicembre - Emilio Savino, calciatore italiano (n. 1899)
- 26 dicembre - Heinrich Schlier, teologo tedesco (n. 1900)
- 27 dicembre - Chris Bell, cantante e chitarrista statunitense (n. 1951)
- 27 dicembre - Houari Boumédiène, politico e militare algerino (n. 1932)
- 27 dicembre - Alexandre Deulofeu, politico e filosofo spagnolo (n. 1903)
- 27 dicembre - Jerzy Gregołajtys, cestista polacco (n. 1911)
- 28 dicembre - Hans Fleischmann, calciatore tedesco (n. 1898)
- 28 dicembre - Harry Winston, gioielliere statunitense (n. 1896)
- 29 dicembre - Anton Augustín Baník, storico, filosofo e filologo slovacco (n. 1900)
- 29 dicembre - George Newberry, pistard britannico (n. 1917)
- 30 dicembre - Gino Del Signore, tenore italiano (n. 1906)
- 30 dicembre - Hanna Honthy, cantante e attrice ungherese (n. 1893)
- 30 dicembre - Mark Najmark, matematico sovietico (n. 1909)
- 31 dicembre - Bernard Faÿ, storico e saggista francese (n. 1893)
- 31 dicembre - Nicolau dos Reis Lobato, rivoluzionario e politico est-timorese (n. 1946)
- 31 dicembre - Edmea Pirami, pediatra italiana (n. 1899)
- 31 dicembre - Basil Wolverton, fumettista statunitense (n. 1909)

## Senza giorno specificato(97)
- Mehemed Fehmy Agha, designer russo (n. 1896)
- René Albrecht-Carrié, storico statunitense (n. 1904)
- Hasan Ferid Alnar, musicista turco (n. 1906)
- Alfred Andreasen, inventore danese (n. 1896)
- Pavel Grigor'evič Antokolskij, poeta russo (n. 1896)
- Joaquín Baleztena, politico spagnolo (n. 1883)
- Ugo Barbuti, matematico italiano (n. 1914)
- Ninetta Bartoli, politica italiana (n. 1896)
- Primo Bay, calciatore italiano (n. 1900)
- Alfred Bellinger, archeologo e numismatico statunitense (n. 1893)
- Stefano Benech, pittore e dirigente sportivo italiano (n. 1884)
- Pedro Berges, calciatore cubano (n. 1906)
- Giuseppe Bernini, cestista italiano (n. 1915)
- Václav Bečvář, sollevatore cecoslovacco (n. 1908)
- Arturo Bonfanti, pittore e illustratore italiano (n. 1905)
- Aldo Borsani, calciatore italiano (n. 1906)
- Augusto Calore, avvocato, politico e dirigente sportivo italiano (n. 1886)
- Giuseppe Cappadonia, illustratore e fumettista italiano (n. 1888)
- Mario Cappelli, scultore italiano (n. 1915)
- Mario Cattarini, cestista e calciatore italiano (n. 1922)
- Carlo Cherubini, pittore italiano (n. 1897)
- Giuseppe Citanna, critico letterario italiano (n. 1890)
- Pietro Cortelezzi, pittore italiano (n. 1898)
- Guglielmo Dattaro, militare e politico italiano (n. 1912)
- Rhys Davies, scrittore gallese (n. 1901)
- Teresa De Caprio, infermiera e militare italiana (n. 1885)
- Giuseppe De Florentiis, saggista e traduttore italiano (n. 1893)
- Francesco De Rocchi, pittore italiano (n. 1902)
- Thomas DeSimone, mafioso statunitense (n. 1950)
- John Dawson Dewhirst, insegnante britannico (n. 1952)
- Giuseppe Figoni, imprenditore e designer italiano (n. 1892)
- Alice Fitoussi, cantante algerina (n. 1916)
- Vittorio Frandoli, ingegnere e architetto italiano (n. 1902)
- Otello Gaddi, militare italiano (n. 1901)
- Antonio Gasparetti, ispanista e traduttore italiano (n. 1903)
- Francesco Giulietti, saggista, storico e esperantista italiano (n. 1883)
- Antonina Gordej, bielorussa (n. 1907)
- Bernard Halpern, medico francese (n. 1904)
- Ali Matan Hashi, politico e generale somalo (n. 1927)
- Paul Herman Buck, storico statunitense (n. 1899)
- Wilhelm Hofmeister, designer tedesco (n. 1912)
- Lev Davidovič Konstantinovskij, regista cinematografico russo (n. 1907)
- Angelo La Mantia, mafioso italiano (n. 1904)
- Mary Leigh, attivista britannica (n. 1885)
- Leung Sheung, artista marziale cinese (n. 1918)
- Virgilio Lizzi, compositore italiano (n. 1883)
- Ettore Luccini, docente italiano (n. 1910)
- Carlile Aylmer Macartney, storico inglese (n. 1875)
- Mario Magrini, calciatore italiano (n. 1919)
- Mario Manfredi, calciatore italiano (n. 1910)
- Ciccheddu Mannoni, cantante italiano (n. 1899)
- Pacifico Mazzoni, matematico italiano (n. 1895)
- Jimmy McColl, calciatore scozzese (n. 1892)
- Antonio Messineo, gesuita e scrittore italiano (n. 1897)
- Leone Minassian, pittore e critico d'arte italiano (n. 1905)
- Alfred Naccache, politico libanese (n. 1887)
- Vittorio Nappi, mafioso italiano (n. 1896)
- Vitorino Nemésio, letterato e insegnante portoghese (n. 1901)
- Héctor Oesterheld, giornalista e fumettista argentino (n. 1919)
- Pieter Oosterhoff, astronomo olandese (n. 1904)
- Val Page, progettista britannico (n. 1891)
- Mir Jalal Pashayev, scrittore azero (n. 1908)
- Giovanni Pennacchio, direttore d'orchestra e compositore italiano (n. 1878)
- Robert H. Perry, ingegnere statunitense (n. 1924)
- Enoch Peserico, fisiologo, cardiologo e politico italiano (n. 1897)
- Raimondo Piras, poeta italiano (n. 1905)
- Attilio Polato, pittore italiano (n. 1896)
- Nelson Poynter, editore statunitense (n. 1903)
- Dario Quintavalle, dirigente pubblico e magistrato italiano (n. 1898)
- Francesco Racanelli, medico italiano (n. 1904)
- Marta Radici, pediatra italiana (n. 1901)
- Hanni Reinwald, modella e attrice tedesca (n. 1903)
- Gian Piero Restellini, pittore italiano (n. 1895)
- José Antonio Rodríguez, calciatore cubano (n. 1912)
- Giacomo Rosapepe, funzionario italiano
- Rosa Rosà, scrittrice, disegnatrice e fotografa austriaca (n. 1884)
- Titina Rota, costumista, scenografa e pittrice italiana (n. 1899)
- Michele Rubino, disegnatore italiano (n. 1910)
- Bortolo Sacchi, pittore italiano (n. 1892)
- Ralph Sawyer, fisico statunitense (n. 1895)
- Annibale Scicluna Sorge, funzionario e giornalista italiano (n. 1908)
- Dino Secco Suardo, politico, diplomatico e antifascista italiano (n. 1889)
- Jean Sendy, scrittore e traduttore francese (n. 1910)
- Carlos Septién, calciatore messicano (n. 1923)
- Gustav Sorge, militare tedesco (n. 1911)
- Mario Sturani, pittore, ceramista e illustratore italiano (n. 1906)
- Paolo Telesforo, politico italiano (n. 1884)
- Teng Huo-Tu, ittiologo taiwanese (n. 1911)
- Gheorghe Teodorescu, cestista rumeno (n. 1922)
- Maria Timpanaro Cardini, filologa italiana (n. 1890)
- Gyula Tóth, calciatore ungherese (n. 1920)
- Vladimir Ul'janov, pallavolista sovietico (n. 1921)
- Johannes Vaes, mineralogista belga (n. 1902)
- Giuseppe Valenti, calciatore e allenatore di calcio italiano (n. 1907)
- Aleksandr Fëdorovič Volčkov, giurista e militare sovietico (n. 1902)
- Herb Wells, calciatore statunitense (n. 1901)
- Wen Yimin, regista cinematografico e attore cinese (n. 1890)